# Maneirismo

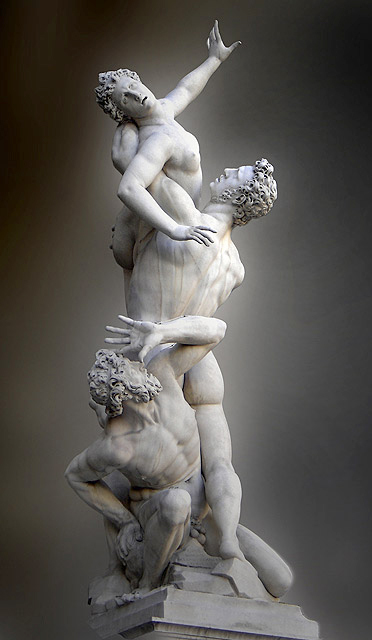
Giambologna: O rapto da Sabina, 1582. Florença

O Maneirismo foi um estilo e um movimento artístico que se desenvolveu na Europa aproximadamente entre 1515 e 1600 como uma revisão dos valores clássicos e naturalistas prestigiados pelo Humanismo renascentista e cristalizados na Alta Renascença. O Maneirismo é mais estudado em suas manifestações na pintura, escultura e arquitetura da Itália, onde se originou, mas teve impacto também sobre as outras artes e influenciou a cultura de praticamente todas as nações europeias, deixando traços até nas suas colônias da América e no Oriente. Tem um perfil de difícil definição, mas em linhas gerais caracterizou-se pela deliberada sofisticação intelectualista, pela valorização da originalidade e das interpretações individuais, pelo dinamismo e complexidade de suas formas, e pelo artificialismo no tratamento dos seus temas, a fim de se conseguir maior emoção, elegância, poder ou tensão. É marcado pela contradição e o conflito e assumiu, na vasta área em que se manifestou, variadas feições.

## Etimologia
A palavra deriva do termo italiano maniera, "maneira", indicando o estilo pessoal de determinado autor, e em sua origem no século XVI foi usada por Giorgio Vasari com conotações positivas, significando graça, leveza e sofisticação. Raffaello Borghini emprega o termo um pouco mais tarde para definir se um artista possui ou não um talento superior e original. Em seguida, escritores como Giovanni Bellori e Luigi Lanzi modificam o conceito e ele passa a significar artificialidade e virtuosismo excessivo, o que iria repercutir negativamente em todos os estudos posteriores até o século XX, quando o estilo começou a ser revisto e revalorizado, especialmente depois da contribuição de Arnold Hauser nos anos 1960.
Historicamente, o Maneirismo vinha sendo considerado como a fase final e decadente do grande ciclo renascentista, mas hoje é reconhecido como um estilo autônomo e com valor próprio, e que já aponta para a arte moderna. O crescente prestígio da interpretação do Maneirismo como um estilo por seu próprio direito é reforçado pela tendência da crítica mais atual de rever a aplicação do conceito de Renascimento para a arte europeia do século XVI, na constatação de que comparativamente pouco havia sido feito em linhas classicistas fora da Itália até a década de 1510-1520, quando o saque de Roma de 1527 assinala o fim do Renascimento como um movimento unificado e o início "oficial" do Maneirismo italiano. Embora a esta altura elementos classicistas já estivessem sendo cultivados em vários pontos da Europa, tanto através da influência italiana anterior como de forma independente, é então que eles se expandem de forma decisiva e consistente para além dos Alpes, mas vão encontrar arraigadas tradições góticas ainda em pleno vigor. Da fusão dessas correntes resulta uma diversidade de sínteses ecléticas, a que se atribuiu o nome genérico de Maneirismo internacional. Por outro lado, diversos autores preferem evitar o termo Maneirismo para descrever o fenômeno da difusão europeia do Classicismo e do Humanismo ao longo do século XVI e vê-lo ainda como uma expressão legítima do Renascimento, ou tendem a usá-lo apenas para classificar seletivamente grupos de artistas ou regiões específicas, postulando a coexistência de ambos os estilos nesse período. Outros ainda empregam a expressão "italianização da Europa" em vez de defini-lo através de conceitos estilísticos ainda imprecisos. O debate está longe de chegar a um consenso.

## Contexto

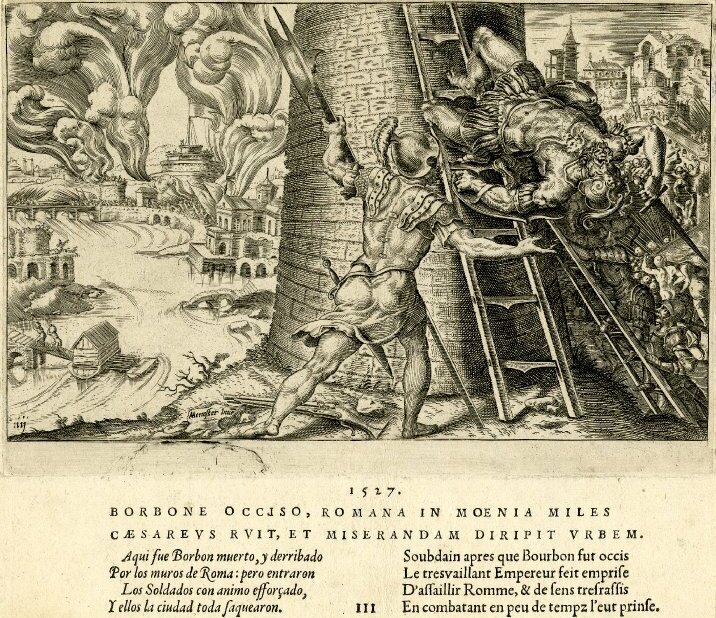
Maarten van Heemskerck: O saque de Roma de 1527

O ambiente que deu origem ao Maneirismo foi marcado por profundas mudanças na economia, na política, na cultura e na religião. Na política a invasão da península Itálica pela França, Espanha e estados da Alemanha entre o fim do século XV e o início do século XVI levou a uma radical alteração no equilíbrio de forças do continente, culminando no Saque de Roma de 1527, que foi um imenso choque, causando uma devastação que causou espanto mesmo para os padrões da época e levando a uma fuga de artistas e intelectuais para outras paragens. Neste período Maquiavel sintetiza em seu O Príncipe, publicado em 1532, as práticas políticas correntes, legitimando o uso da força para controle dos súditos e pregando uma moral dupla e um pragmatismo frio e inescrupuloso na administração pública, obra que teve enorme repercussão em sua época e cujo realismo político influiu até mesmo na condução do Concílio de Trento. A agitação da Reforma Protestante pôs um fim à primazia do Catolicismo e do Papado, mas logo em seguida nasceu a Contrarreforma, numa tentativa de refrear a evasão de fiéis para o lado Protestante e a perda de influência política da Igreja, ao mesmo tempo tentando moralizar os hábitos corruptos e materialistas do clero, estabelecendo uma nova abordagem do conceito de Deus e alterando a atmosfera de relativa liberdade de pensamento da fase anterior para uma de dúvida, ceticismo, austeridade e medo, com o aparecimento de várias seitas de revivalismo religioso e filosofias contestadoras, e a eclosão de guerras religiosas.
Na economia, a abertura de novas rotas comerciais em vista das grandes navegações deixou a Itália fora do centro do comércio internacional, deslocando o eixo econômico para as nações do oeste europeu. Portugal e Espanha erguiam-se como as novas potências navais, acompanhados pela França, Inglaterra e Países Baixos. O ouro e outras riquezas das colônias americanas, africanas e asiáticas afluíam para eles em uma quantidade inaudita, e sustentavam a sua ascensão política. Nos meios de produção surge a industrialização em larga escala, e as oficinas e manufaturas se fundem em companhias cada vez mais poderosas que auferem lucros fantásticos e são dirigidas por capitalistas que separam o comércio e a produção das operações financeiras puramente especulativas, para onde se desloca o peso maior da economia. As atividades primárias declinam em prestígio, as classes mais baixas perdem toda a segurança e, como esse contexto é instável, ocorrem bancarrotas nacionais na França (1557) e Espanha (1557 e 1575), com consequências sérias para grandes massas da população.

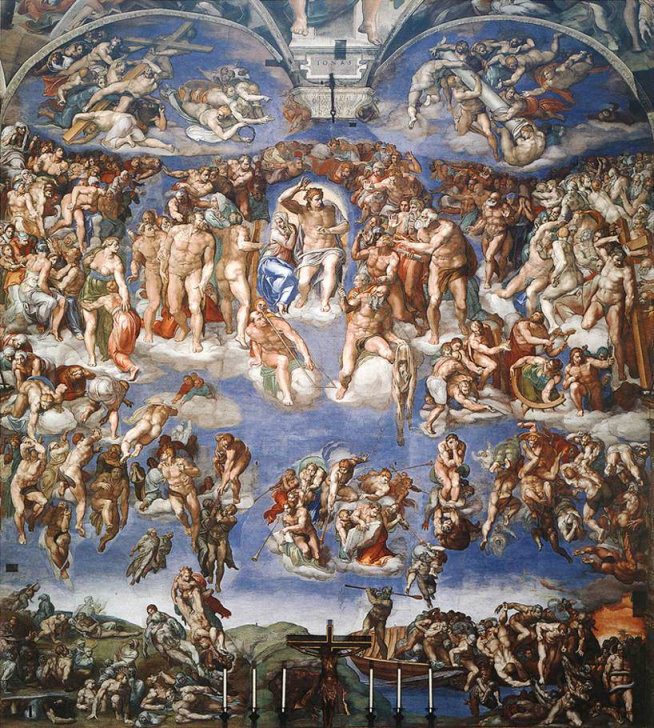
Michelangelo: O Juízo Final, 1534-41. Capela Sistina

Em face a tantas e tão drásticas mudanças, a cultura italiana não obstante conseguiu manter seu prestígio internacional, e a espoliação de bens que a Itália sofreu pelas grandes potências no fundo serviu também para disseminar sua influência para os mais afastados recantos do continente. Mas a atmosfera cultural reinante já era completamente outra. A convocação do Concilio de Trento (1545 a 1563) levou ao fim a liberdade nas relações entre Igreja e arte, a teologia assume o controle e impõe restrições às excentricidades maneiristas em busca de uma recuperação do decoro, de uma maior compreensibilidade da arte pelo povo e de uma homogeneização do estilo, e desde então tudo devia ser submetido de antemão ao crivo dos censores, desde o tema, a forma de tratamento e até mesmo a escolha das cores e dos gestos dos personagens. Veronese é chamado pela Inquisição para justificar a presença de atores e bufões em sua Ceia em casa de Levi, os nus do Juízo Final de Michelangelo têm suas partes pudendas repintadas e cobertas de panos, e Vasari já se sente inseguro de trabalhar sem a presença de um dominicano ao seu lado. Apesar disso, a arte em si não foi posta em questão, e as novas regras se dirigiam mormente ao campo sacro, deixando o profano relativamente livre. De fato, antes do que suprimir a arte, a Igreja Católica a usou maciçamente para propagar a fé em sua nova formulação e estimular a piedade nos devotos, e ainda mais como um sinal distintivo em relação aos Protestantes, já que Lutero não via qualquer arte com bons olhos e condenava as representações sagradas como idolatria. Variantes do Luteranismo como o Calvinismo foram ainda mais rigorosas em sua aversão à arte sacra, dando origem a episódios de iconoclastia.
O resultado disso tudo foi um grande conflito espiritual e estético, tão bem expresso pela arte ambivalente, polimorfa e agitada do período: se por um lado a tradição clássica, secular e pagã, não podia ser ignorada e continuava viva, por outro a nova ideia de religião e suas consequências para a sociedade como um todo destruiu a autoconfiança e o prestígio dos artistas como criadores independentes e autoconscientes, que foram conquistados a duras penas havia tão pouco tempo, e também revolucionou toda a estrutura antiga de relações entre o artista e os seus patronos e o seu público, sem haver ainda um substituto consolidado, tranquilo e consensual. A saída para uns foi se encaminhar para o puro esteticismo, para outros foi a fuga e o abandono da arte, para outros foi a aceitação simples do conflito como não resolvido, deixando-o visível em sua produção, e é nesse conflito entre a consciência individual do artista e as forças externas que demandam atitudes pré-estabelecidas que o Maneirismo aparece como o primeiro estilo de arte moderna e o primeiro a levantar a questão epistemológica na arte. A pressão deve ter sido imensa, pois, como diz novamente Hauser,

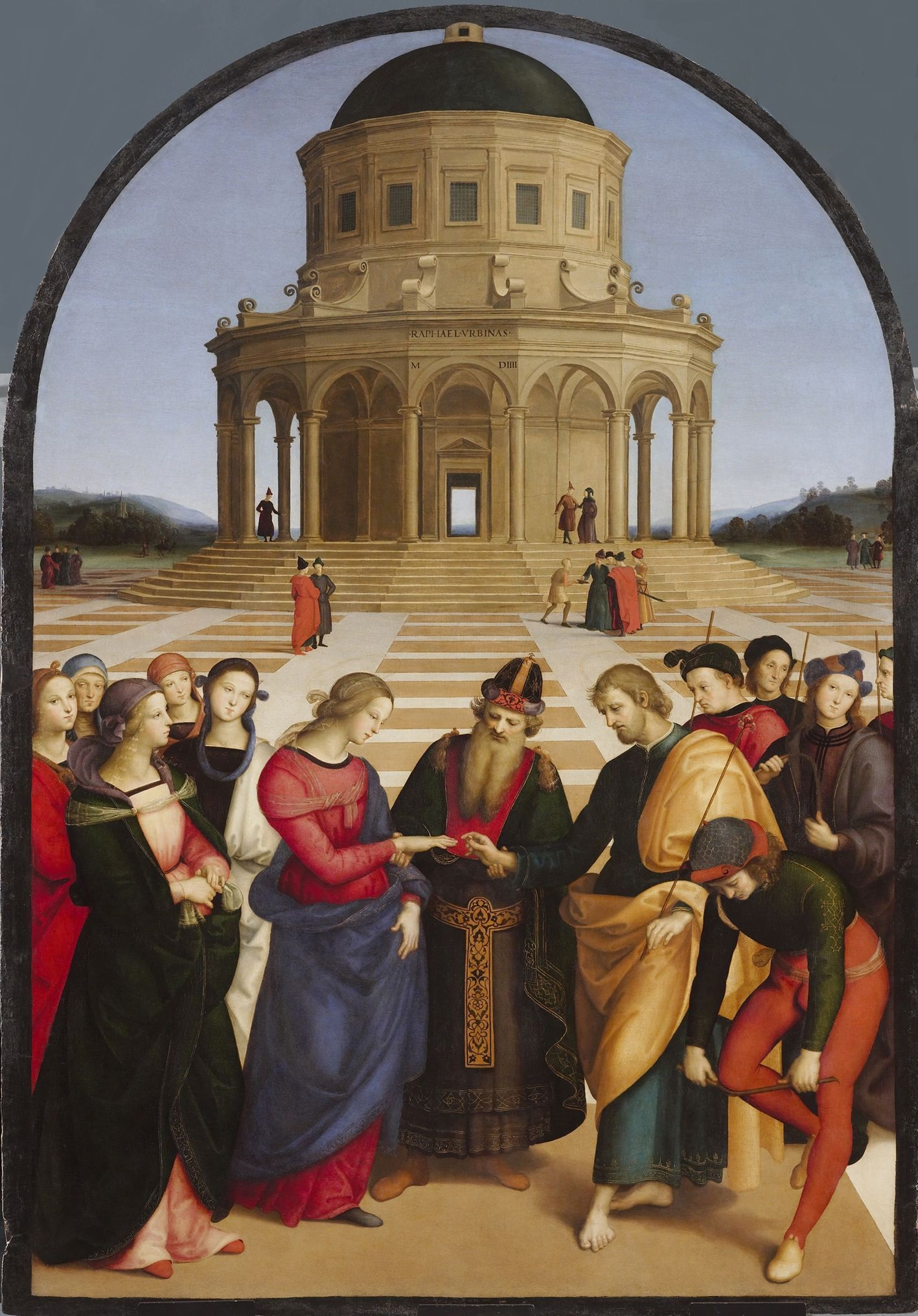
Rafael: Casamento da Virgem, 1504. Uma obra típica da Alta Renascença. Pinacoteca de Brera

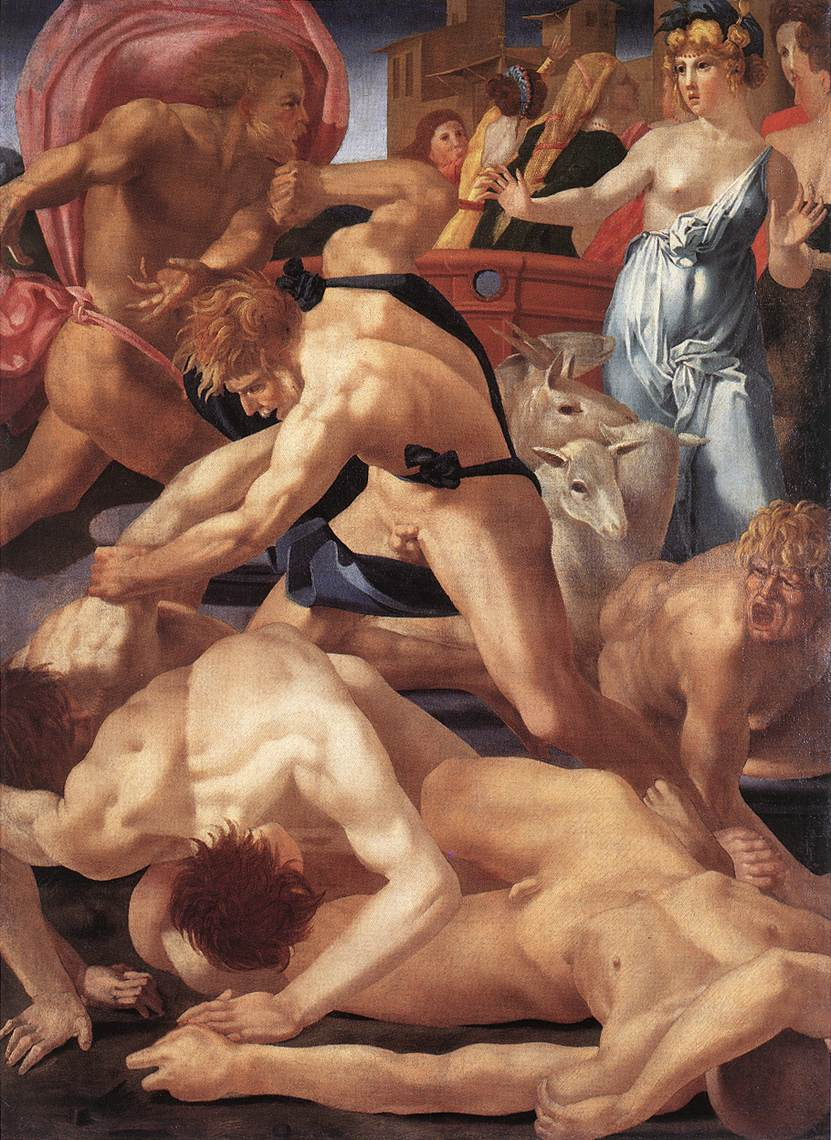
Rosso Fiorentino: Moisés defendendo as filhas de Jetro, 1523-24. Uffizi.

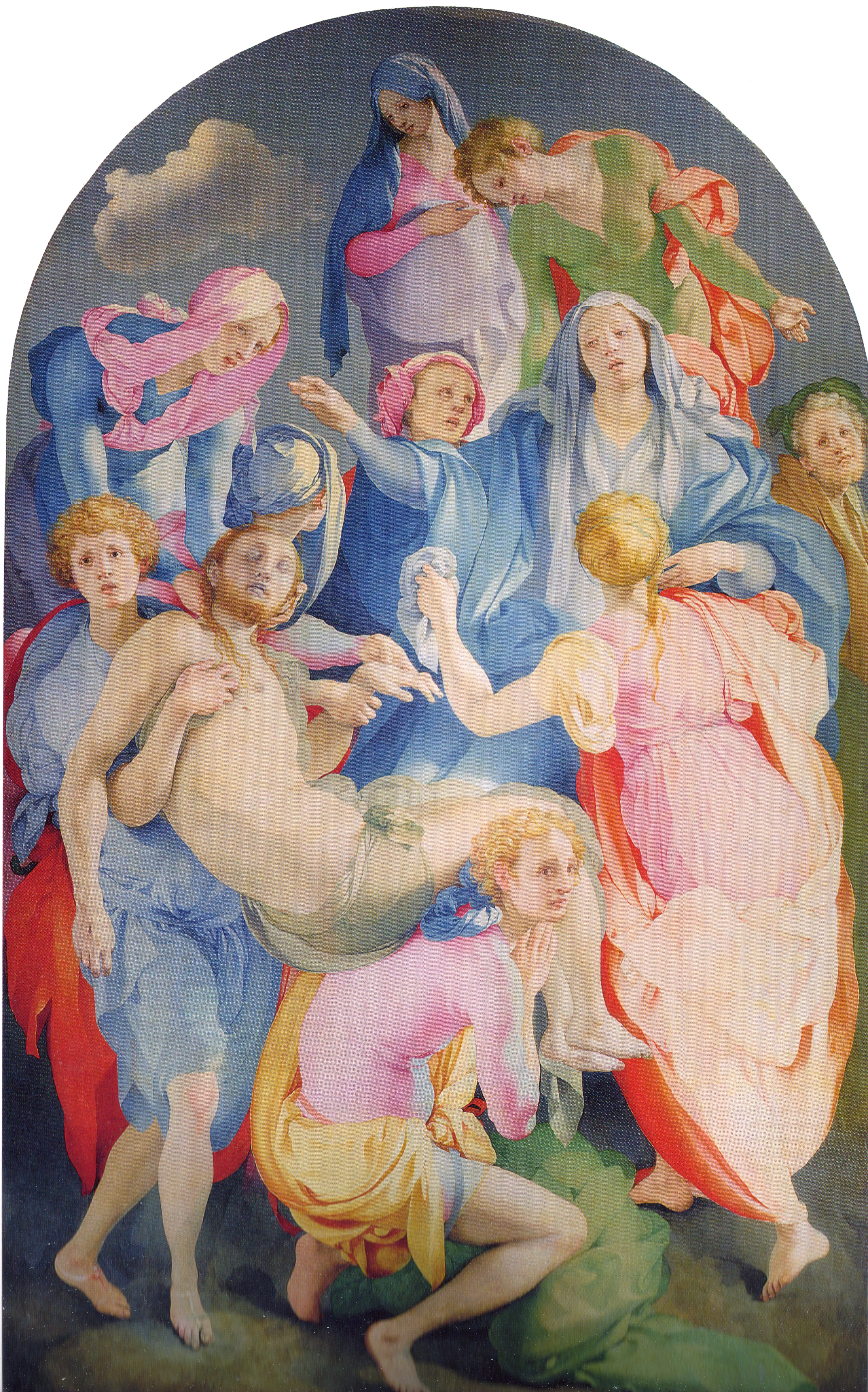
Jacopo da Pontormo: A Deposição da Cruz, 1526-1528. Florença

"Despedaçados por um lado pela força e por outro pela liberdade, (os artistas) ficaram sem defesa contra o caos que ameaçava destruir toda ordem do mundo intelectual. Neles encontramos, pela primeira vez, o artista moderno, com o seu interior, o seu gosto pela vida e pela fuga, o seu tradicionalismo e a sua rebelião, o seu subjetivismo exibicionista e a reserva com que tenta readquirir o último segredo de sua personalidade. De então em diante, o número de maníacos, excêntricos e psicopatas, entre os artistas, aumenta de dia para dia".
Murray Edelman complementa a ideia dizendo que:
"Os pintores e escritores maneiristas do século XVI eram menos "realistas" do que seus predecessores da Alta Renascença, mas eles reconheceram e ensinaram muito sobre como a vida pode se tornar motivo de perplexidade: através da sensualidade, do horror, do reconhecimento da vulnerabilidade, da melancolia, do lúdico, da ironia, da ambiguidade e da atenção a diversas situações sociais e naturais. Suas concepções tanto reforçaram como refletiram a preocupação com a qualidade da vida cotidiana, com o desejo de experimentar e inovar, e com outros impulsos de índole política. (…) É possível que toda arte apresente esta postura, mas o Maneirismo a tornou especialmente visível"..

## Definição e características gerais
A definição de Maneirismo e sua delimitação cronológica e geográfica ainda são objeto de vivo debate entre os historiadores da arte, e pouco há de consenso em qualquer aspecto. Nas primeiras análises sistemáticas do estilo, conduzidas no século XIX por críticos como Heinrich Wölfflin e Jacob Burckhardt, esta fase, herdando preconceitos mais antigos, foi carregada com um juízo depreciativo, e maneirista e amaneirada foram qualificativos usados para designar uma arte que era vista como decadente, repulsiva e afetada, que se afastava dos cânones de equilíbrio, harmonia, racionalidade, moderação e clareza consumados na Alta Renascença pela obra de artistas como Rafael Sanzio e na primeira fase de Michelangelo.
A partir do início do século XX críticos como Alois Riegl, Max Dvořák, Walter Friedländer, Nikolaus Pevsner e Erwin Panofsky começaram a compreender o Maneirismo a partir de suas razões internas e características únicas, dentro de uma apreciação mais abrangente, interpretando-o como manifestações positivas, embora não-clássicas, que tinham objetivos expressivos específicos. Com a contribuição de Arnold Hauser nos anos 1960 o estilo foi reconhecido definitivamente, numa abordagem que contextualizou suas causas e significados em termos econômicos, políticos e sociais e explorou suas associações psicológicas. Em sua visão os alegados excessos maneiristas e suas distorções dos padrões clássicos eram um esforço para romper-se a regularidade e harmonia excessivas e no fundo artificiais do Renascimento, introduzindo uma prática que era mais verdadeira em relação ao tumultuado contexto social e cultural daquele tempo e que espelhava melhor suas angústias e incertezas, substituindo aquele idealismo impessoal que tendia a pairar acima do humano por visões mais pessoais, subjetivas e sugestivas. Nesse sentido, o Maneirismo foi uma arte de protesto e de oposição à autoridade clássica e às estruturas sociais coletivas de atribuição de valor.
Por outro lado, o período não foi de negação completa dos referenciais clássicos, já que muito das suas feições ansiosas e dinâmicas refletem justamente uma aguda consciência da perda e ausência daquela harmonia, mesmo que ideal e fictícia. Boa parte dos recursos técnicos e formais e das temáticas abordadas ainda olham para o classicismo em busca de inspiração, e considerando que os problemas culturais do século e as contradições entre a tradição e a inovação deveriam ser resolvidos dentro de uma esfera racional, assim como pregavam os renascentistas, ainda que hoje se perceba que esse seu racionalismo estava cheio de subjetividade e psicologismo. Como diz G. Fasola, "estavam suspensos entre dois mundos". Segundo Arnold Hauser,
"É impossível compreender o Maneirismo se não se compreende o fato de que a sua imitação dos modelos clássicos é uma fuga do caos ameaçador, e que o grande esforço subjetivo das suas formas é a expressão do medo de que a forma venha a cair na luta com a vida, e de que a arte venha a se desvanecer numa beleza sem conteúdo".
Contudo, é necessário lembrar que uma delimitação meramente cronológica do Maneirismo, que comumente se considera estender a partir das segunda década do século XVI até o início do seguinte, e a classificação de todos os artistas deste período como maneiristas, são inadequadas. Elementos que mais tarde seriam chamados maneiristas já são visíveis na obra por exemplo de Donatello, Andrea del Sarto e Mantegna, no século XV. Ao longo de todo o século XVI artistas tipicamente maneiristas iriam conviver com outros ainda bastante fiéis ao programa clássico, como o arquiteto Andrea Palladio, o músico Giovanni da Palestrina e alguns representantes da escola veneziana de pintura. Por fim, sua fase derradeira já se confunde tanto com o Barroco, que faz sua definição ser considerada por alguns como uma batalha perdida.
Em linhas gerais o Maneirismo foi uma escola marcada pela heterogeneidade, tanto mais que o estilo não se limitou à Itália onde apareceu primeiro, e se espalhou por quase toda a Europa absorvendo diferentes históricos artísticos e estilos regionais. São encontrados numa mesma região artistas que trabalham em estilos mais clássicos e naturalistas, e outros que extrapolam todo o naturalismo e chegam a construir atmosferas de intenso misticismo, como é o caso típico de El Greco, ou de pesadelo, como em Brueghel. O formalismo anda a passo com o informalismo, o concreto com o abstrato, o lógico com o emotivo e o irracional, numa mescla sintomática da fragmentação da unidade clássica conquistada no Alto Renascimento e logo perdida. De certa forma o Maneirismo foi uma tentativa de conciliar a espiritualidade da Idade Média com o realismo da Renascença. O estilo é fortemente palaciano, pelo menos em sua origem, seus principais expoentes participavam dos círculos ilustrados das cortes e eram eles mesmos muitas vezes perfeitos intelectuais.

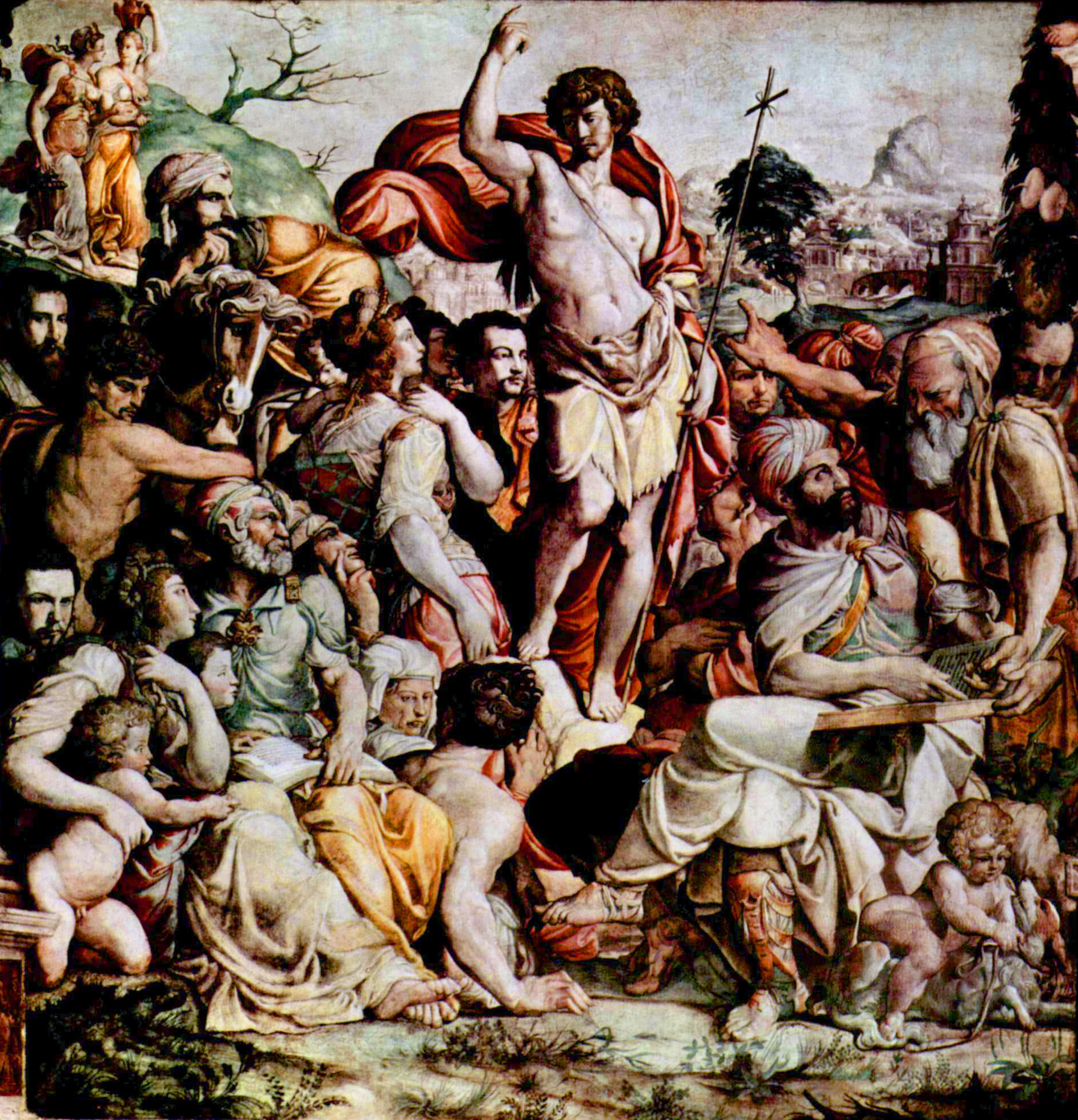
Jacopo del Conte: A pregação de João Batista, 1538.

### Teoria e ensino da arte
O artista da Renascença tinha a natureza como fonte de inspiração, era ela quem fornecia os padrões que o artista deveria buscar imitar, e seu sucesso se media na proporção em que essa imitação era fiel e sua representação verossímil. O Maneirismo, em contraste, rejeita a cópia servil da natureza e a ela equipara a arte como a fonte da criação e dos padrões. Teóricos como Giovanni Lomazzo e Federico Zuccari acreditavam que a arte tinha um nascimento espontâneo no espírito do artista. Lomazzo considerava que o artista criava sua arte assim como o gênio divino criava a natureza, e Zuccari via a elaboração artística interna, mental, o disegno interno, como uma manifestação do divino na alma do artista. Contudo, ao mesmo tempo se patenteava o problema de onde essa arte autônoma buscava sua verdade, e se essa "verdade" era crível e aceitável. A solução encontrada foi a reafirmação do conceito das ideias inatas, encontrado já em Platão, e assim a verdade do artista é verdadeira e deriva de sua participação no espírito divino. Os maneiristas, porém, davam uma maior ênfase à liberdade e à espontaneidade do gênio criador. Giordano Bruno afirmava que "as regras não são a única fonte da poesia, mas a poesia é que é a fonte das regras, e há tantas regras quantos são os poetas verdadeiros". Pontormo, em carta a Vasari, dizia que a arte mudava a natureza. Nascia uma noção individualista e subjetiva de que arte não se ensina e não se aprende, e de que o artista em essência nasce pronto e não se faz.

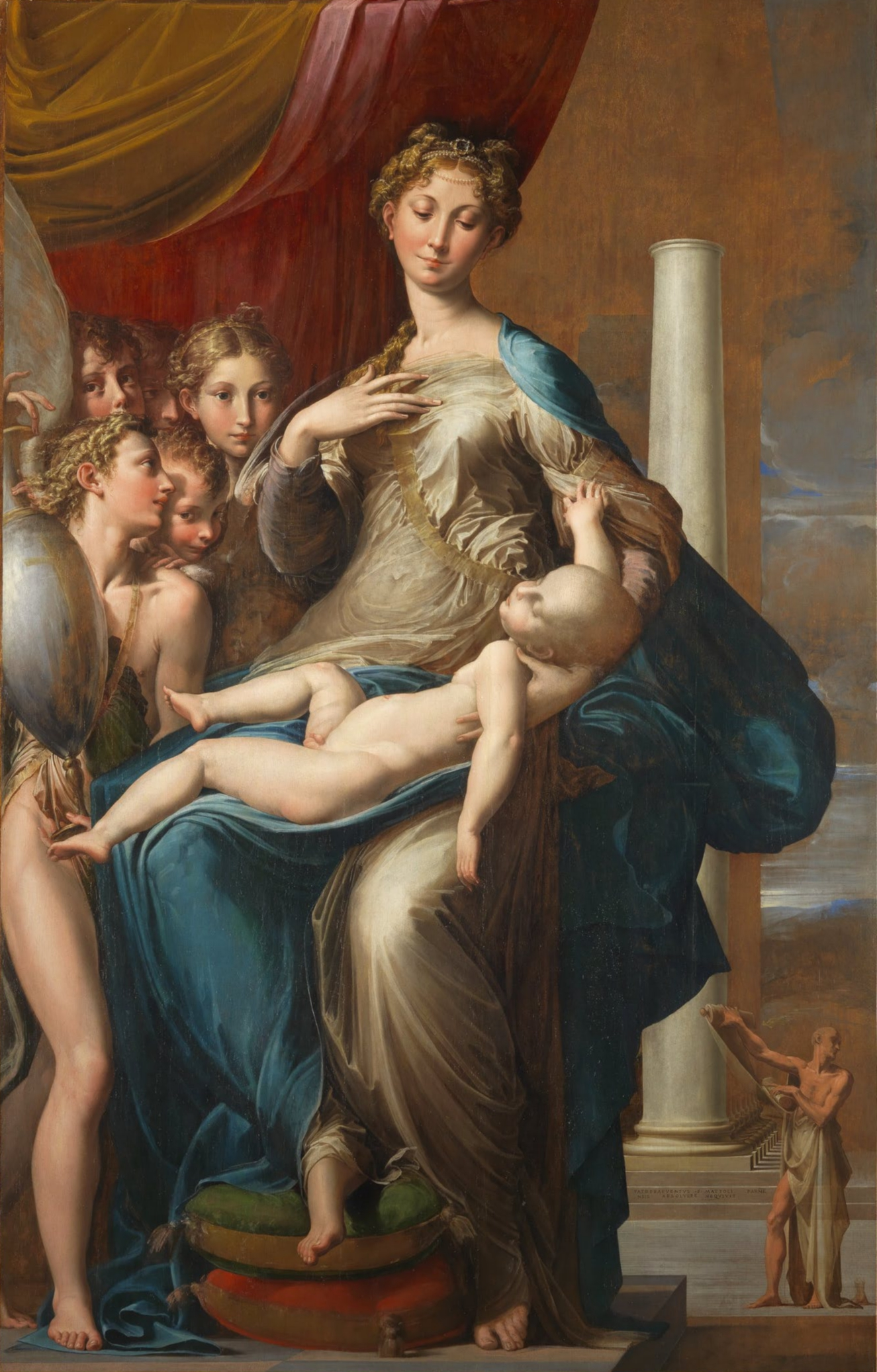
Parmigianino: Madonna do pescoço longo, 1534-40. Uffizi

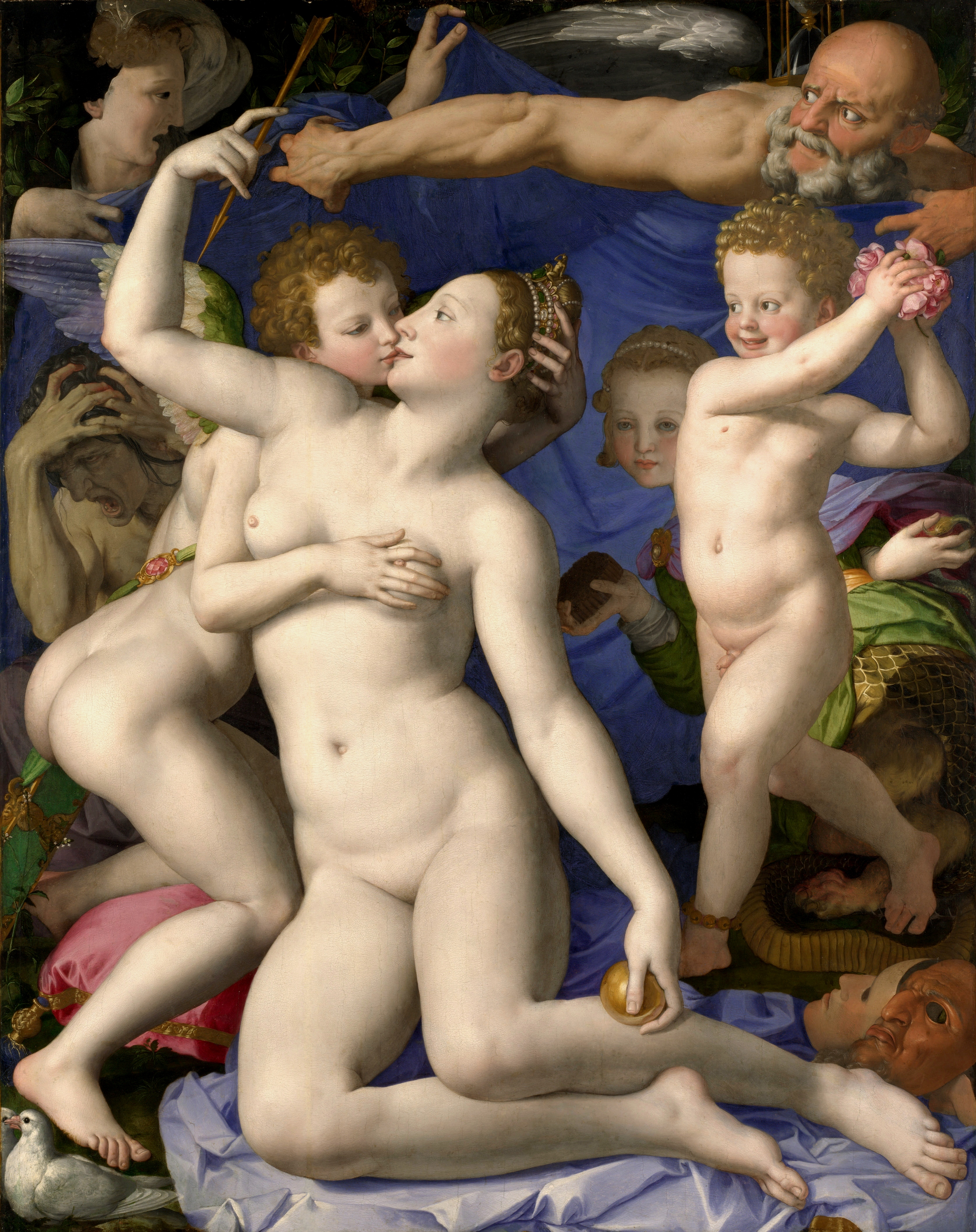
Agnolo Bronzino: Alegoria do triunfo de Vênus, 1540-1545. National Gallery of London

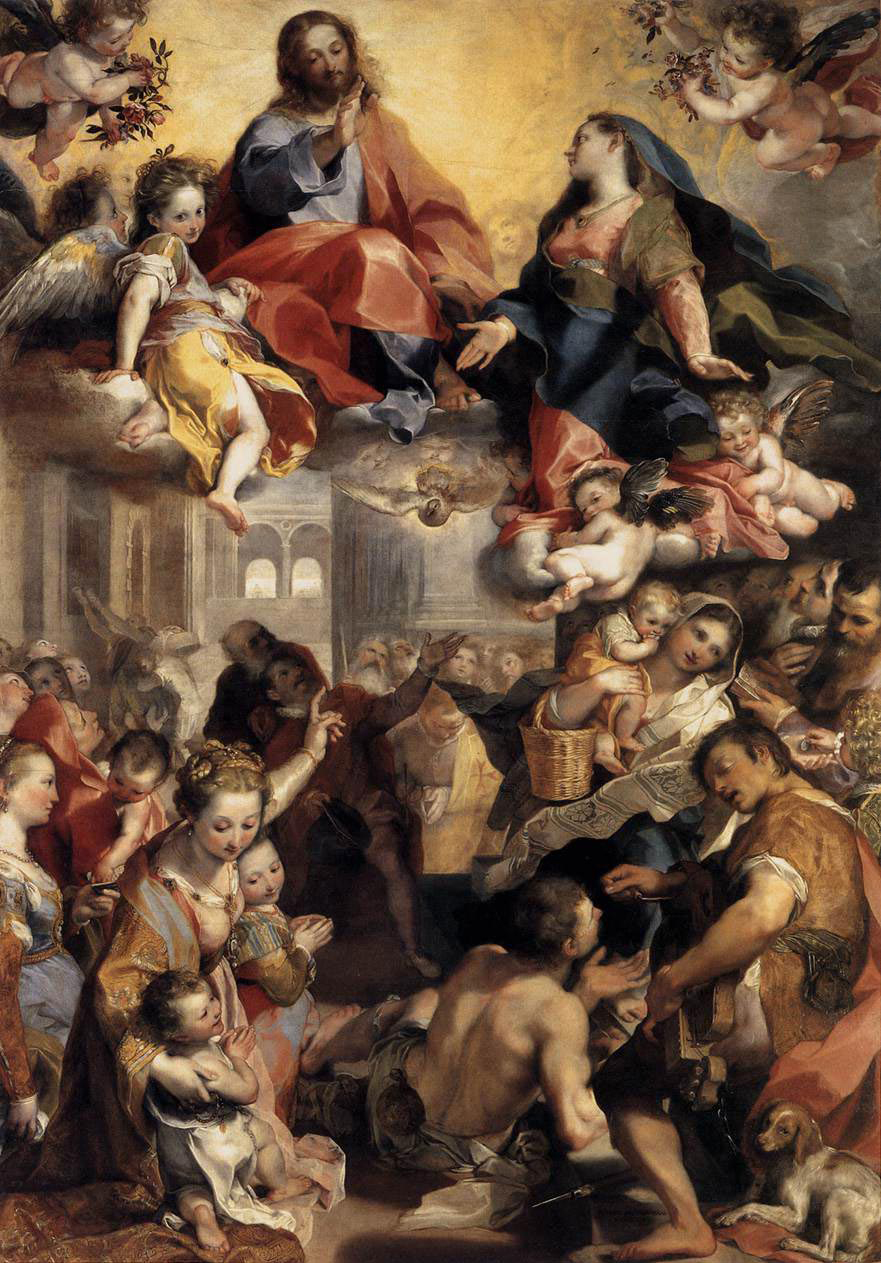
Federico Barocci: A Madonna do povo, 1579. Uffizi

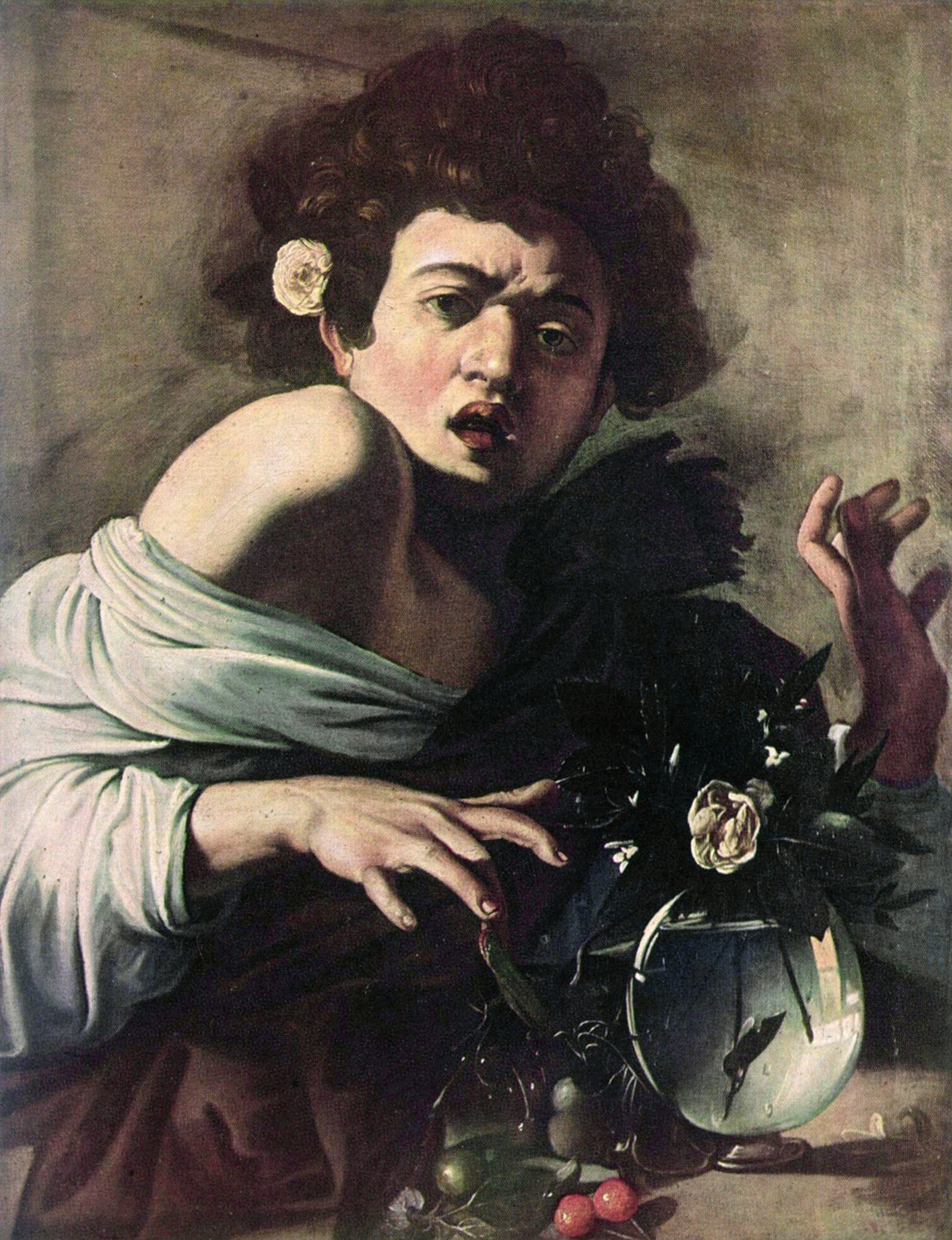
Michelangelo Caravaggio: Jovem mordido por um lagarto, 1593

Em termos de ensino artístico, durante o século XVI ainda vigorava o sistema das antigas guildas ou corporações de ofícios, que preparavam o artista para que dominasse cabalmente o seu métier e o capacitavam para que transmitisse seu conhecimento a outros discípulos. Eram organizações mais ou menos informais de transmissão de conhecimento, nascidas organicamente da necessidade, ainda que as relações entre mestre e discípulo fossem bem definidas e a autoridade do mestre incontestável. Mas o artista era socialmente apenas um artesão qualificado. Com o evoluir da Renascença o artista iniciou um caminho de independência, adquiriu uma cultura mais vasta e completa, buscando uma emancipação liberal do sistema antiprogressista das guildas para elevá-lo acima do mero artesão. Essa independência começou a ser abalada com as novas determinações do Concílio de Trento e com o nascimento da ideia de normatização do ensino artístico. Paralelamente a esses movimentos reguladores de fundo teológico e técnico-pedagógico, emergiu uma requalificação dos critérios valorativos e uma recategorização das artes e dos sistemas de conhecimento, e nesse contexto à procura de uma ordem nova e geral se estruturou a primeira academia de arte, a Accademia del Disegno, estabelecida em Florença por Cosimo I de' Medici em 1561, sob incentivo de Giorgio Vasari, pintor, teórico e biógrafo dos artistas do Renascimento. Esta academia, porém, não tinha fins somente educativos, possuía antes um caráter de distinção pública, somente artistas já consagrados e de grande cultura podiam ser admitidos. Paralelamente, eles deveriam ensinar um grupo de alunos selecionados. Foi apenas no fim do século que Zuccari conseguiu estabelecer a ideia de academia como uma aula pública estável, de caráter profissionalizante e com currículo definido, onde o debate teórico tinha um papel proeminente, embora esse modelo, origem do Academismo, só viesse a florescer de fato entre o século XVII e o século XIX, pois a tradição artesanal corporativa ainda estava por demais arraigada.

### Fases do Maneirismo
O período é comumente dividido em duas (ou três, consoante o autor) grandes etapas principais. A primeira vai de c. 1515 a c. 1530 (ou segundo outros até c. 1550), aparece primeiro em Florença, e logo em Roma, e é chamada de fase anticlássica do Maneirismo. Seus principais representantes haviam amadurecido sob a influência da Alta Renascença, e a obra que desenvolveram forma por isso um contraste muito nítido em relação ao classicismo anterior.
Esta primeira fase também é marcada pelo êxodo de artistas de Roma após o saque de 1527, fortalecendo por toda a Europa a influência do Renascimento italiano, a qual já se notava em vários pontos desde o século XV. Fundaram novos centros regionais e estimularam o trabalho de maior número de artistas. Em grande parte desses países o elemento italiano vai encontrar forte tradição tardo-gótica ainda viva, dando origem a singulares estilos híbridos, que definem o Maneirismo nesses locais.
No período seguinte, às vezes chamado de Alto Maneirismo, o estilo já era dominante em toda a Europa - embora não fosse o único. Se acentua o intelectualismo e a virtuosidade como elementos essenciais à boa arte, e a originalidade e maniera pessoais encontram dentro da arte profana um terreno livre para pesquisas ainda mais extravagantes. O período coincide, porém, com as reformas doutrinais do Concílio de Trento, como já foi mencionado antes, introduzindo alterações drásticas no modo de representação sacra.
O declínio do Maneirismo na Itália começa por volta de 1580 ou 1590, com uma recuperação dos valores do classicismo naturalista Rafaelesco, como se nota na obra de Annibale Carracci e na fase inicial de Caravaggio, enquanto que o estilo progride em outros países até bem dentro do século XVII, com centros da Renascença tardia se desenvolvendo em especial na França, Países Baixos e na Alemanha, até que se funde gradualmente no Barroco e se extingue em todas as partes.

## A expressão maneirista nas artes

### Pintura
Talvez a mudança mais dramática introduzida pelo Maneirismo na pintura seja a transformação da noção de espaço. O Renascimento conseguiu construir a representação visual do espaço de modo notavelmente homogêneo, coerente e lógico, baseando-se na perspectiva clássica, colocando os personagens contra um cenário uniforme e contínuo e de acordo com uma hierarquia de proporções que simulava com grande sucesso o recuo gradual do primeiro plano para o horizonte ao fundo. O Maneirismo rompe essa unidade com diferentes pontos de vista coexistindo em um mesmo quadro e com a ausência de uma hierarquia lógica nas proporções relativas das figuras entre si, onde muitas vezes a cena principal é posta à distância e elementos secundários são privilegiados no primeiro plano. Assim as relações naturalistas são abolidas e o resultado é uma atmosfera de sonho e irrealidade, onde os relacionamentos formais e temáticos são arbitrários.
O estilo se manifesta com figuras com proporções alongadas e em posições dinâmicas, contorcidas ou em escorço, em grupos cheios de movimento e tensão, muitas vezes de paralelo impossível com a realidade, e daí seu caráter ser considerado artificialista e intelectualista, em oposição à gravitas  tão prezada no Alto Renascimento. Nota-se forte tendência ao horror vacui, uma aversão ao vazio, cercando a cena principal com uma profusão de elementos decorativos que adquirem grande importância por si mesmos. Também há um senso de experimentalismo no tratamento de temas tradicionais, com a intensificação do drama, e fazendo uso de muitas referências literárias e citações visuais de outros autores, o que tornava as obras de difícil compreensão pelo espectador inculto.
Longe de dar uma lista completa, citamos aqui alguns pintores de maior importância na Itália: Jacopo da Pontormo, Rosso Fiorentino, Michelangelo em sua fase madura, Parmigianino, Francesco Salviati, Giulio Romano, Beccafumi, Agnolo Bronzino, Alessandro Allori, Jacopo del Conte, Federico Barocci, Jacopo Tintoretto, Ticiano, Giuseppe Arcimboldo e Veronese. Na França François Clouet e Jean Clouet e os integrantes da Escola de Fontainebleau. Ao norte Bartholomäus Spranger, Marten de Vos, Cornelis van Haarlem e Joachim Wtewael. William Segar, William Scrots e Nicholas Hilliard na Inglaterra; El Greco e Luis de Morales na Espanha; Diogo de Contreiras, o Mestre de Abrantes, Gaspar Dias, António Nogueira e Grão Vasco em Portugal.[carece de fontes?]

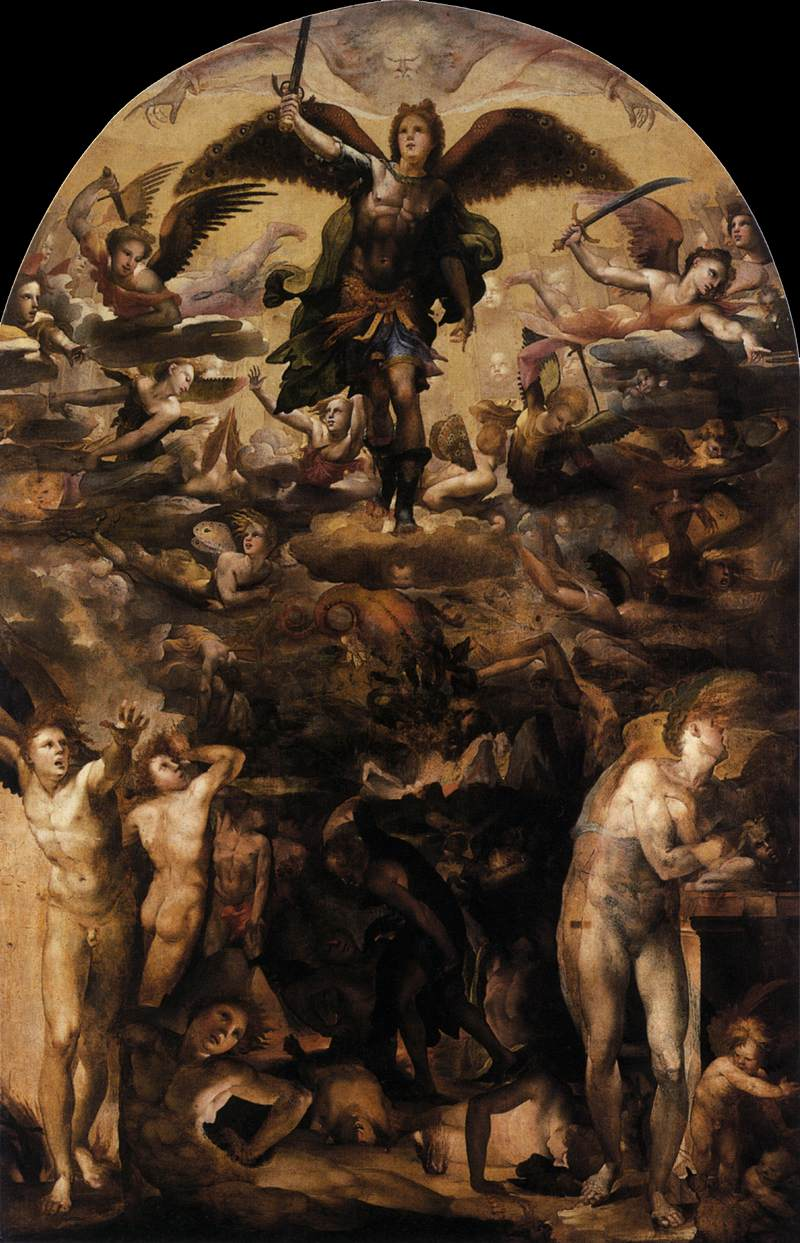
Domenico Beccafumi: Queda dos Anjos rebeldes, 1524. Pinacoteca Nazionale di Siena
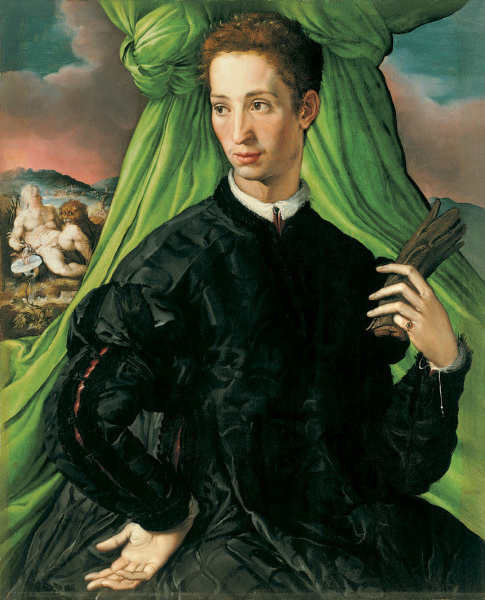
Francesco Salviati: Retrato de jovem florentino, c. 1546-1548. Saint Louis Art Museum
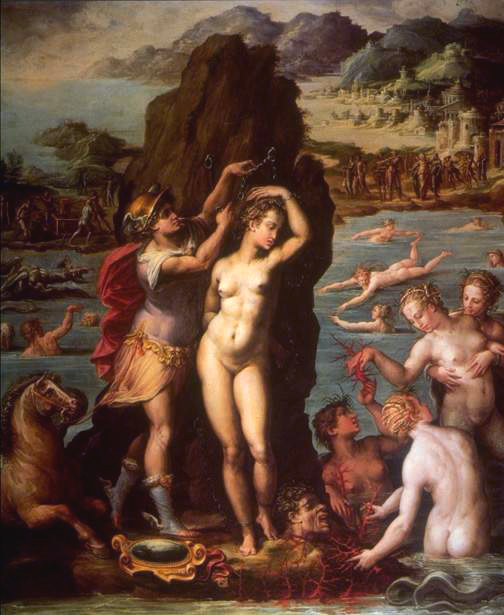
Giorgio Vasari: Perseu liberta Andrômeda, 1570. Palazzo Vecchio
Giuseppe Arcimboldo: Rodolfo II pintado como Vertumno, deus romano das estações, c.1590-1. Castelo Skokloster

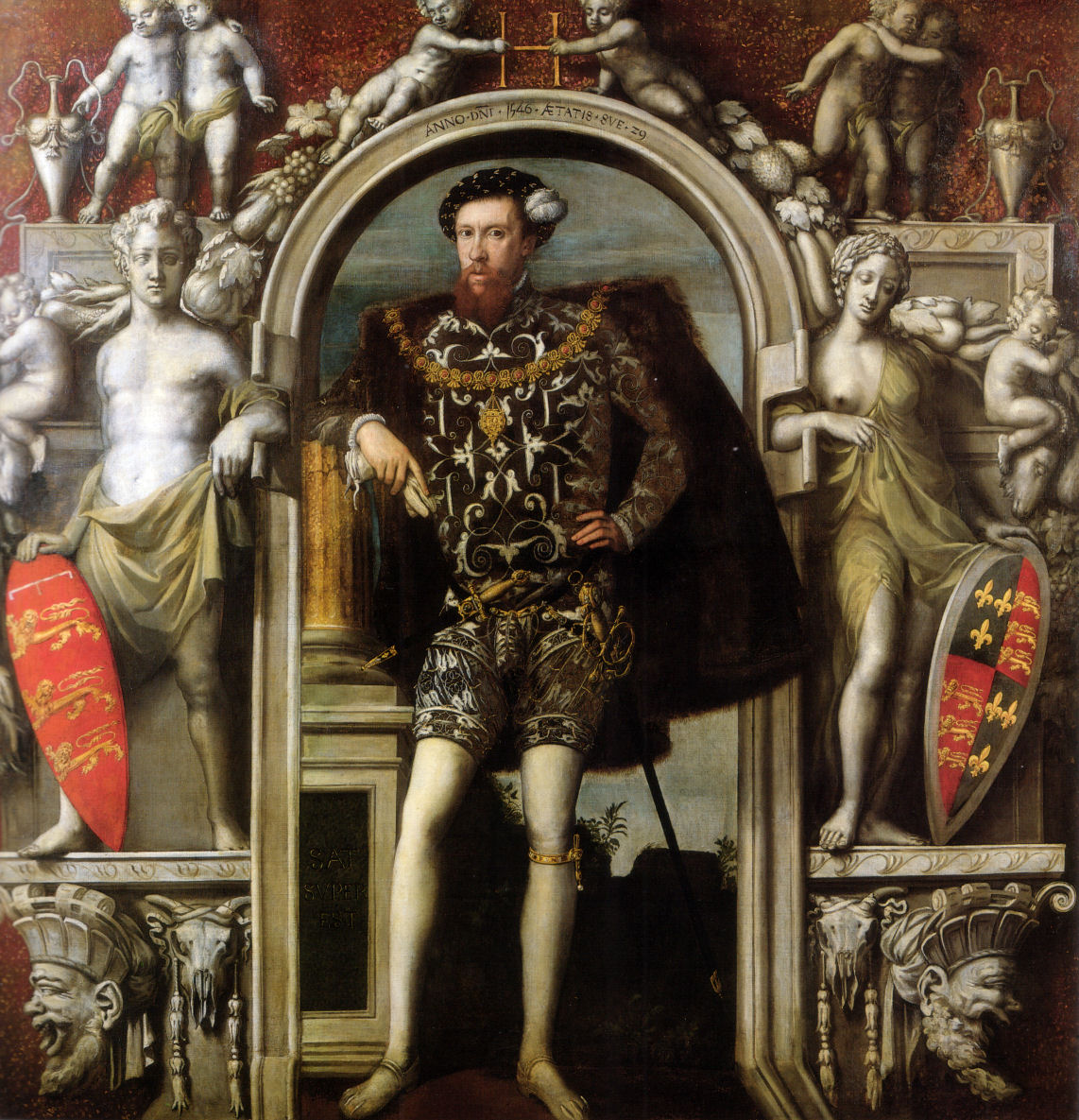
William Scrots (atribuição): Henry Howard, Conde de Surrey, aos 29 anos, 1546.
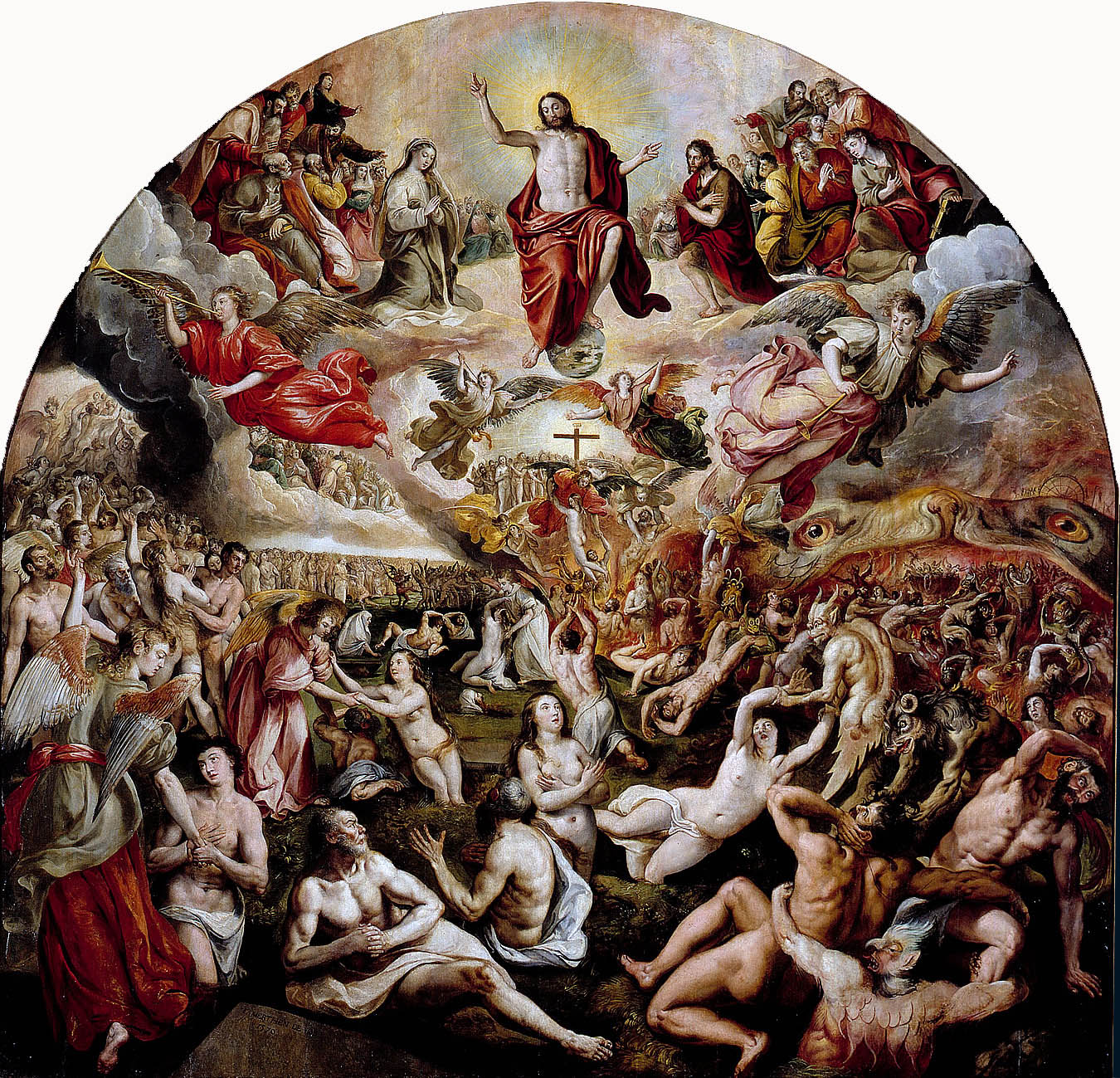
Marten de Vos: Juízo Final, 1570
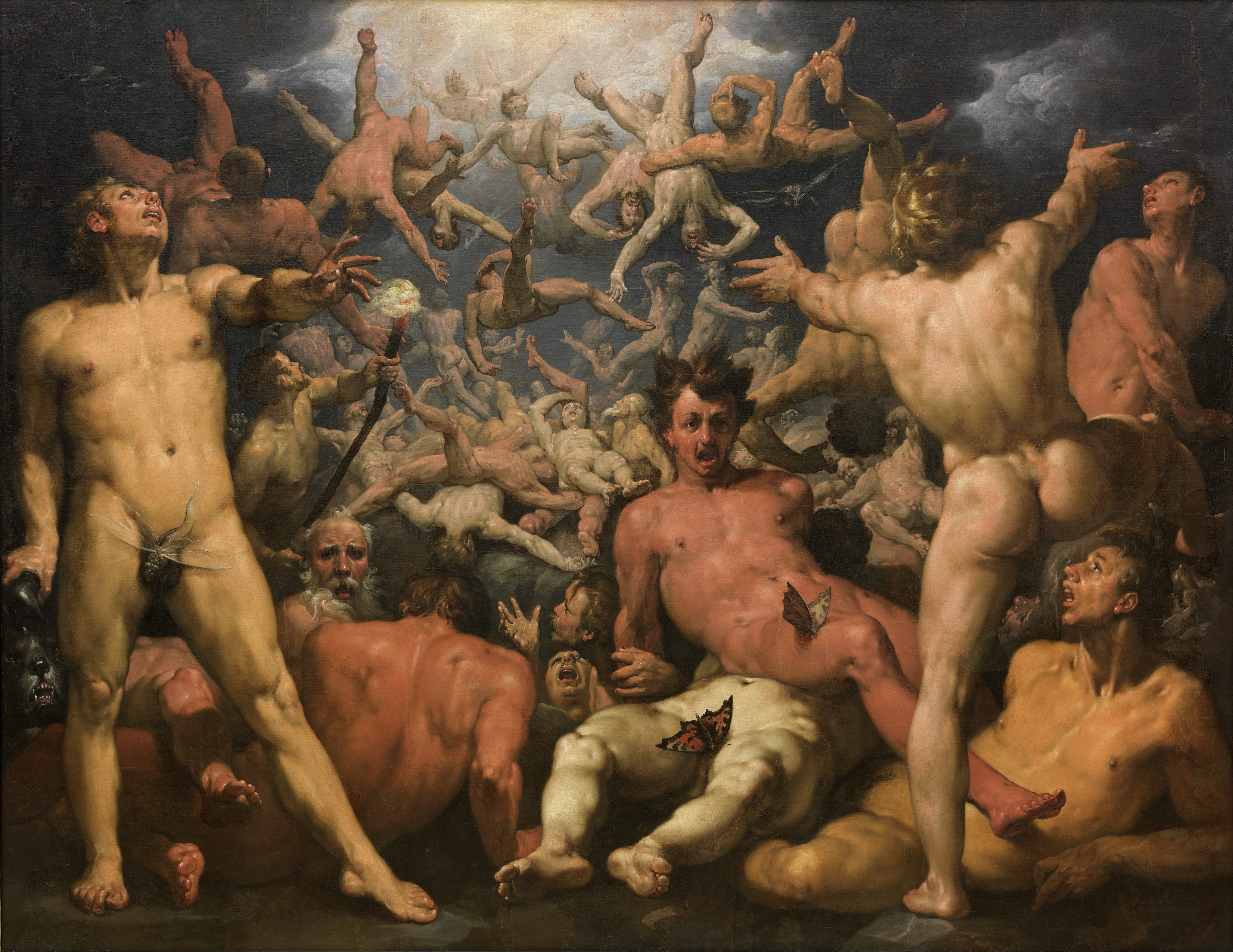
Cornelis van Haarlem: A queda dos Titãs, 1588. Museu Nacional de Arte da Dinamarca
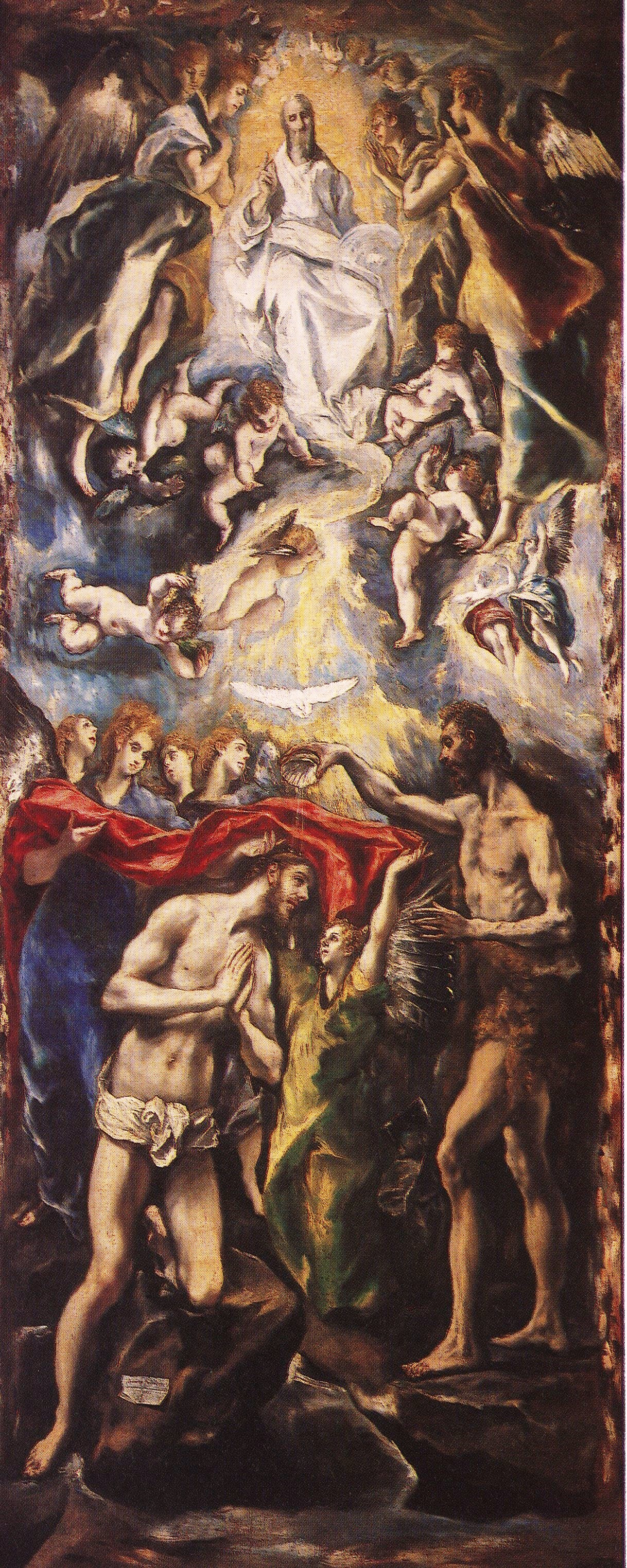
El Greco: O batismo de Cristo, 1597-1600. Museu do Prado

### Gravura e desenho
Pouco pode ser acrescentado no terreno da forma e significado ao que já se disse sobre a pintura. Mas na técnica e usos algumas palavras adicionais são ilustrativas. Nestes gêneros a cor via de regra está ausente, ou tem sua participação minimizada, e o centro do interesse plástico se concentra na linha e nos valores plásticos que dela se pode obter. O desenho tem uma origem imemorial, desde a pré-história há registros gráficos artísticos, mas ao longo de toda história da arte ele ocupou uma função subsidiária dos grandes gêneros da pintura, arquitetura e escultura, tendo importância amplamente reconhecida como base e esboço da obra final, mas carecendo de um valor próprio como o resultado acabado do esforço do artista. Essa situação começou a mudar no Renascimento, e chegando ao Maneirismo já era considerado categoria autônoma no universo das artes. Sua valorização no mercado de arte, contudo, teria de esperar pelo século seguinte. Pontormo, Parmigianino e Tintoretto deixaram obras significativas nessa técnica.
A gravura tem uma história igualmente antiga, e uma evolução semelhante. No século XV já havia florescentes escolas de gravadores por vários países da Europa, especialmente na Alemanha, Países Baixos e norte da Itália, onde tinha um uso preferencial na ilustração de livros e divulgação de pinturas célebres, mas com diversos praticantes da arte como um gênero autônomo. A partir da segunda década do século XVI, porém, adentrando o Maneirismo, já não vivem gênios como Dürer e Mantegna, e a cena é dominada por figuras menores que se dedicam antes à cópia de pinturas e desenhos do que à criação. Mesmo assim, diversos copistas possuíram uma técnica impecável, e mais do que isso, enorme sensibilidade para transpor as sérias dificuldades inerentes ao gênero da cópia e produzir resultados de elevado valor. Por outro lado, este foi um período de extraordinária atividade gravadora, somente comparável à contemporaneidade. Diversas empresas são fundadas para a reprodução de gravuras em larga escala e se desenvolvem novas técnicas. Merecem lembrança como dignos mestres do traço Jacques Bellange, Jean Duvet, Hendrik Goltzius, Maarten van Heemskerck, Ugo da Carpi, Battista Franco Veneziano, Giorgio Ghisi, Daniel Hopfer, Sebald Beham, Ägidius Sadeler e Jacob Matham, entre muitos outros.

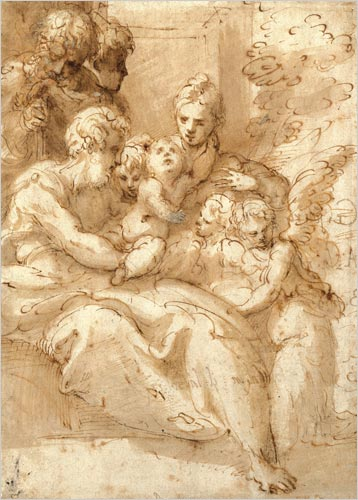
Parmigianino: Sagrada Família com pastores e anjos. Desenho, Metropolitan Museum of Art
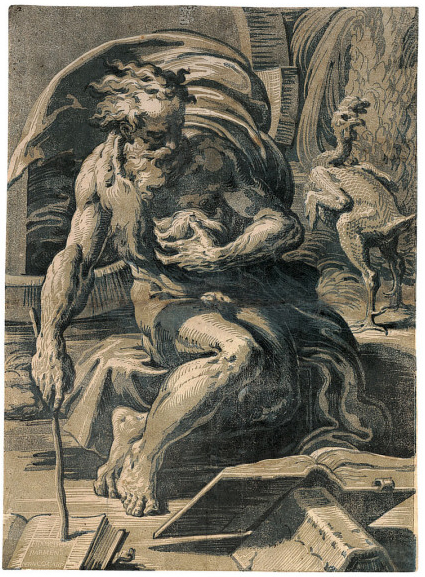
Diógenes, c. 1524-29. Gravura de Ugo da Carpi a partir de original de Parmigianino
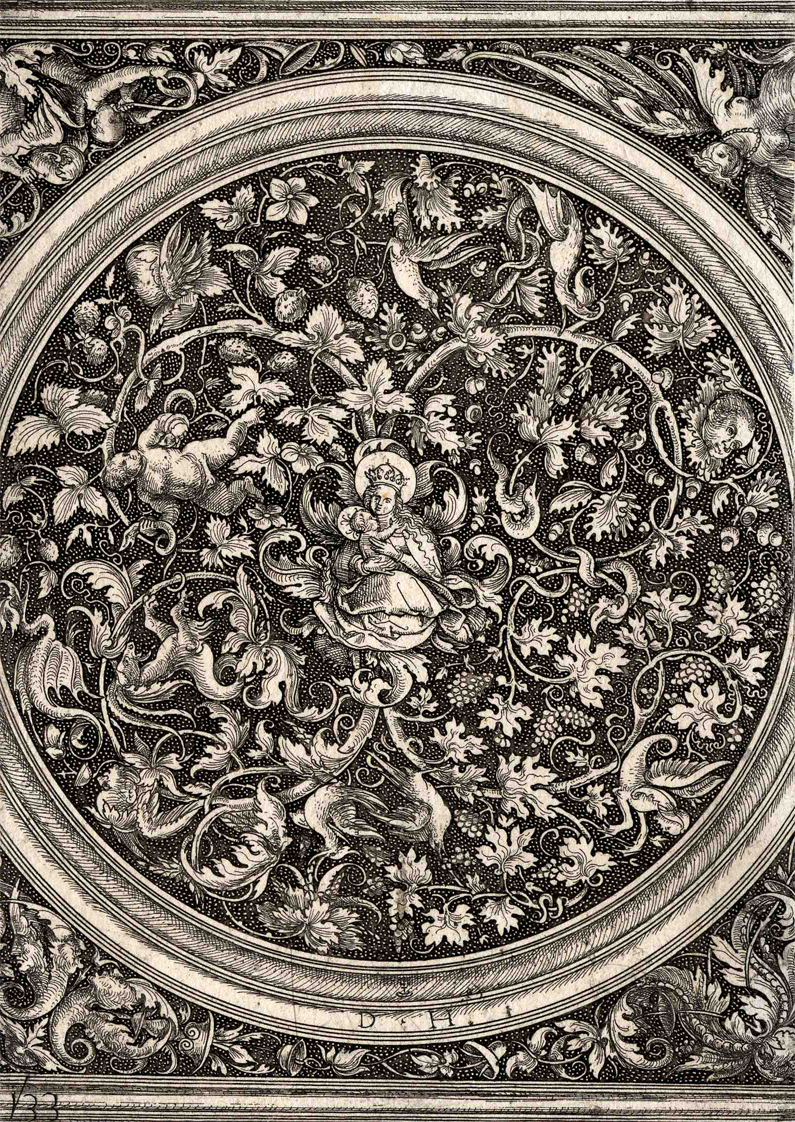
Daniel Hopfer: Maria e Jesus. Gravura
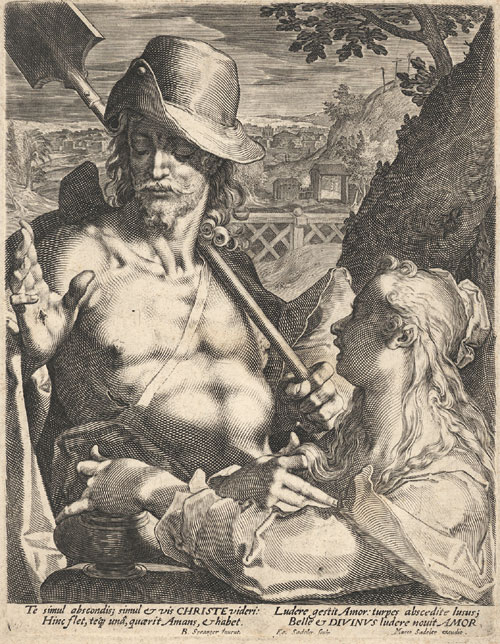
Cristo e Madalena. Gravura de Ägidius Sadeler a partir de desenho de Bartholomäus Spranger

### Escultura e ornamentos
Na escultura o Maneirismo teve seus precursores em Michelangelo, Jacopo Sansovino e Benvenuto Cellini. O estilo é tipificado por um modelo formal predominante, a figura serpentinata, uma forma basicamente espiralada que tem sua obra-prima no Rapto das Sabinas, de Giambologna, ilustrada na abertura deste artigo. A ideia não era nova, de fato remontava aos gregos antigos, que consideravam a linha sinuosa o melhor veículo para a expressão do movimento, inspirados nas formas do fogo crepitando e sempre em ascensão. Na Alta Renascença o conceito foi retomado por Leonardo da Vinci e Michelangelo, que o transferiram para a figura humana, considerando que em torção ela possuía mais beleza e graça. O termo foi usado pela primeira vez por Lomazzo ao analisar a produção de Michelangelo no terreno escultórico. O escultor certa vez declarou que uma boa composição deveria ser piramidal e serpentinada, como o aspecto das labaredas em uma fogueira, e na verdade se acreditava que apenas esta forma poderia ser veículo de beleza. Assim o modelo se multiplicou nas esculturas da época, mas também foi adaptado à pintura e arquitetura, neste caso nas escadarias espirais que se tornaram comuns. A figura serpentinata conheceu tamanho prestígio porque além de sua eficiência plástica, estava carregada de simbologia. Enquanto que a espiral simples, num único sentido, era uma imagem da infinitude, da transcendência, dos ciclos e da metamorfose, a espiral dupla, com dois sentidos, era seu oposto, e significava a mortalidade e o conflito.
No Maneirismo as artes ornamentais continuam em grande voga, seguindo a ideia de Alberti de que constituem "uma forma de luz auxiliar e complementar da beleza", numa concepção de que a Beleza é abstrata, enquanto que o ornamento é material, estabelecendo uma ponte imprescindível entre a ideia e o fenômeno, entre a beleza e as imperfeições da matéria. Nesse sentido, a escultura também se aplica à enorme quantidade de retábulos, púlpitos, altares e outros elementos decorativos das igrejas, aos frisos e estuques dos edifícios profanos, e também à ourivesaria. Merece especial atenção na Espanha o chamado estilo plateresco de escultura e decoração arquitetural, que deixou obras de extraordinária riqueza e caráter monumental. Dos escultores do Maneirismo citemos apenas alguns dos mais conhecidos: Michelangelo em sua fase final, Benvenuto Cellini, Bartolomeo Ammannati e Giambologna na Itália; Jean Goujon, Francesco Primaticcio, Pierre Franqueville e Germain Pilon na França; Alonso Berruguete, Juan de Juni e Diego de Siloé na Espanha, e Adriaen de Vries no norte.

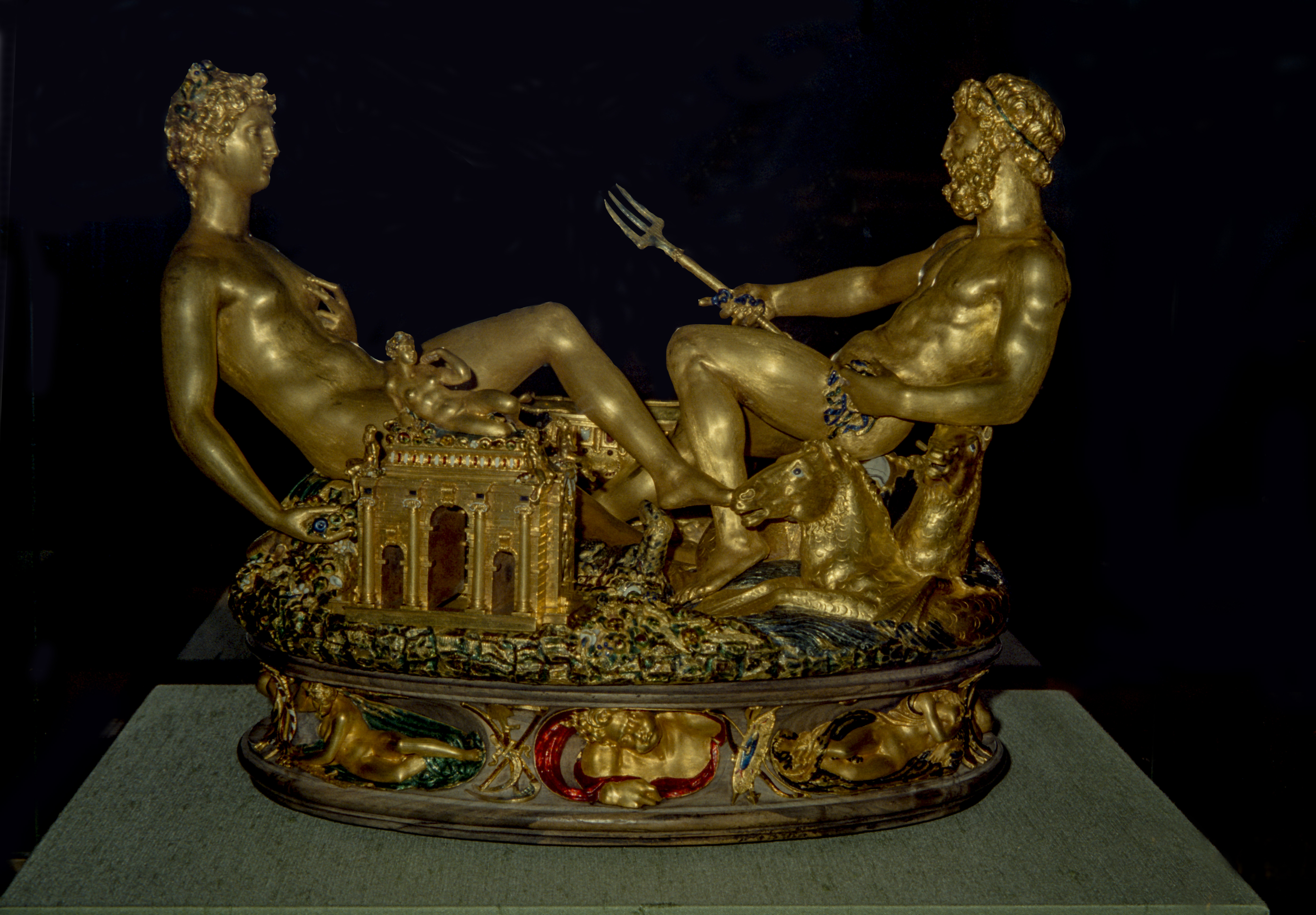
Benvenuto Cellini: Saleiro de Francisco I, 1540-1543. Kunsthistorisches Museum
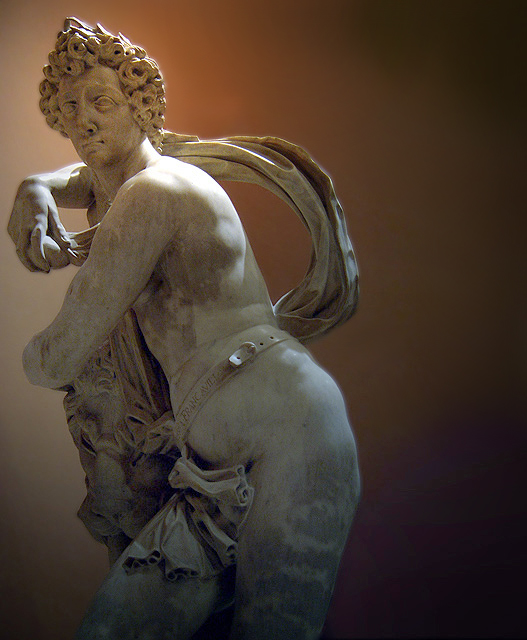
Pierre Franqueville: David vencedor de Golias, Louvre
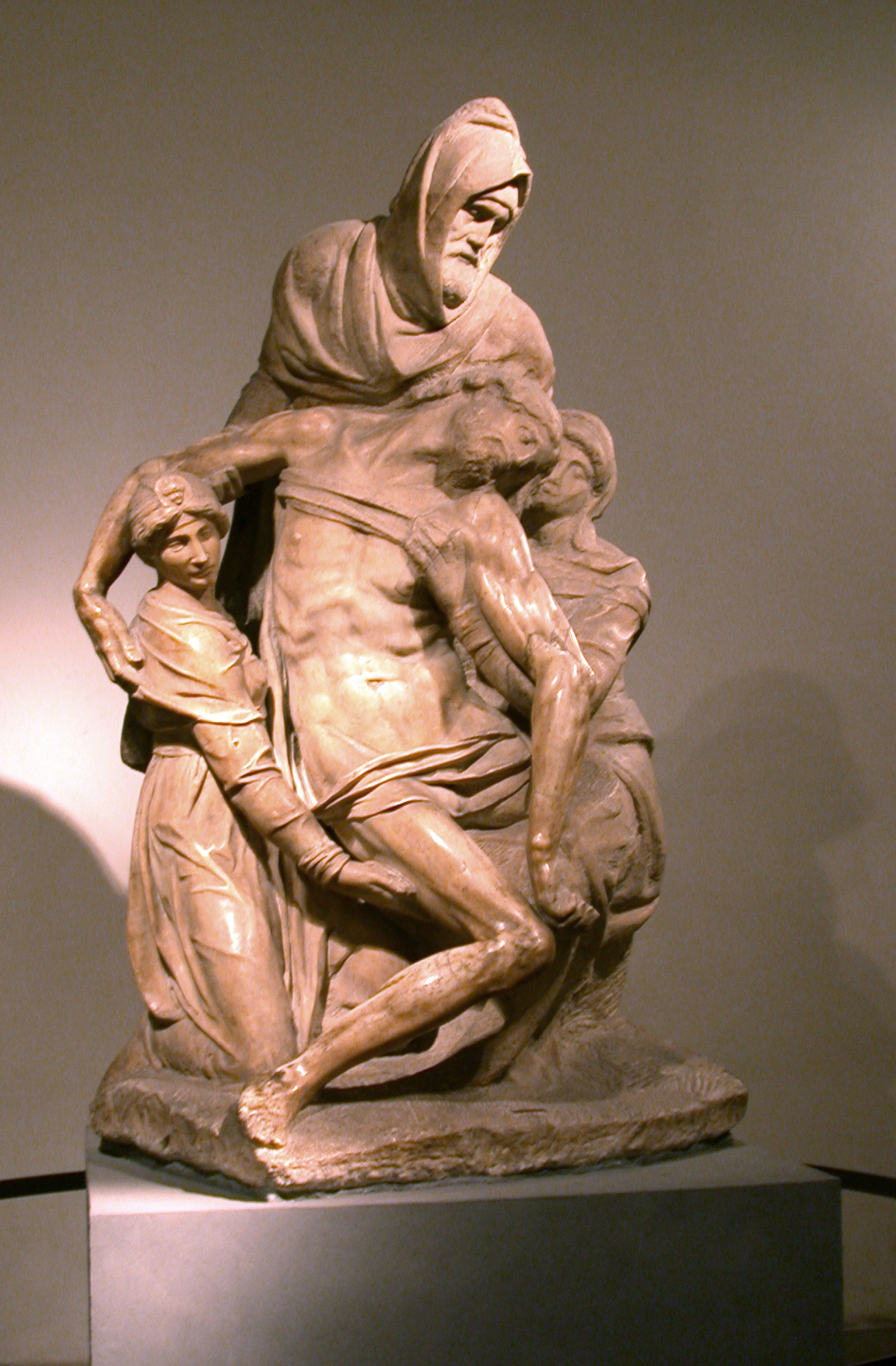
Michelangelo: Pietà de Florença, 1550. Museo dell'Opera del Duomo
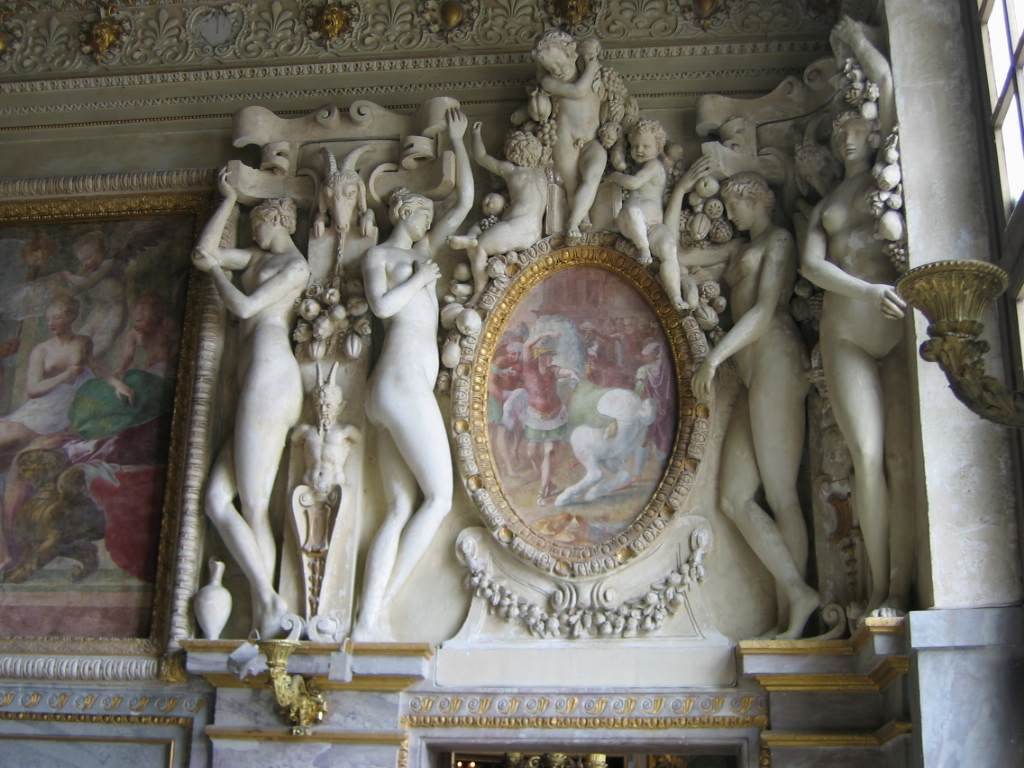
Francesco Primaticcio: Relevos da Escada do Rei no Castelo de Fontainebleau

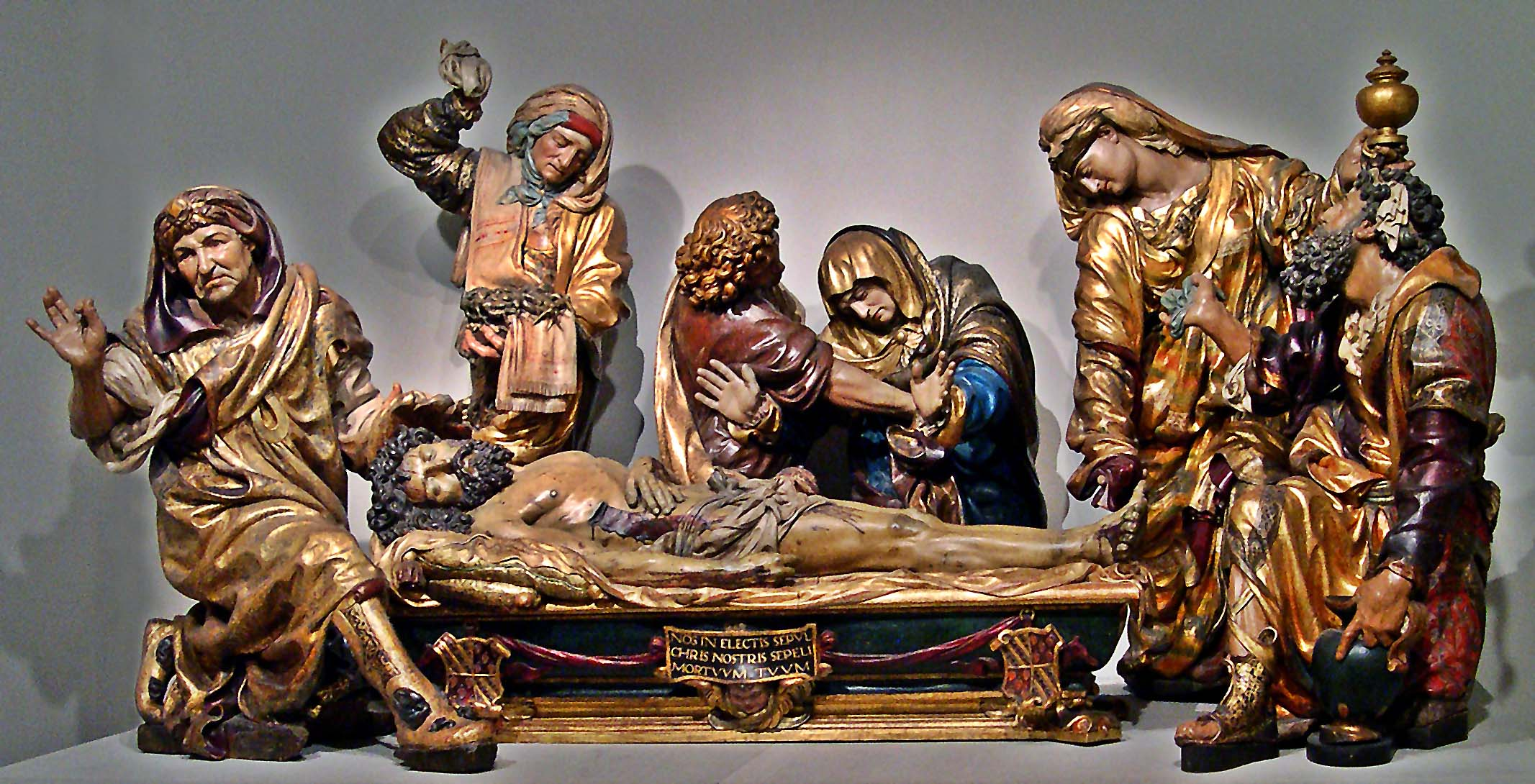
Juan de Juni: O santo enterro, Museu Nacional de Escultura de Valladolid
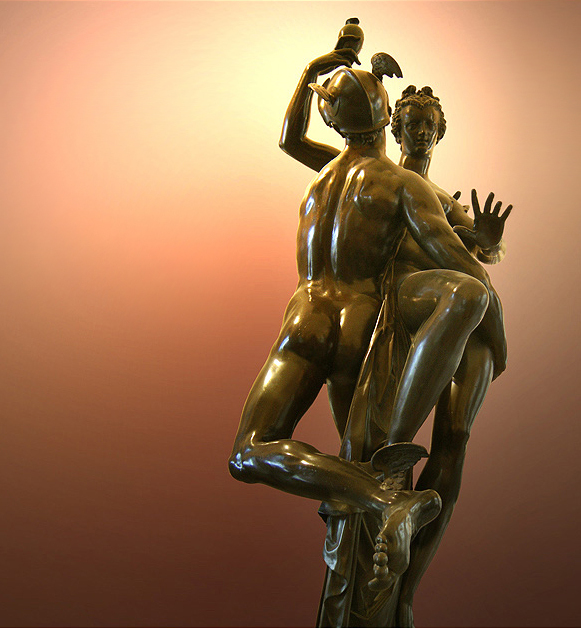
Adriaen de Vries: Mercúrio carregando Psiquê para o Olimpo, 1593. Louvre
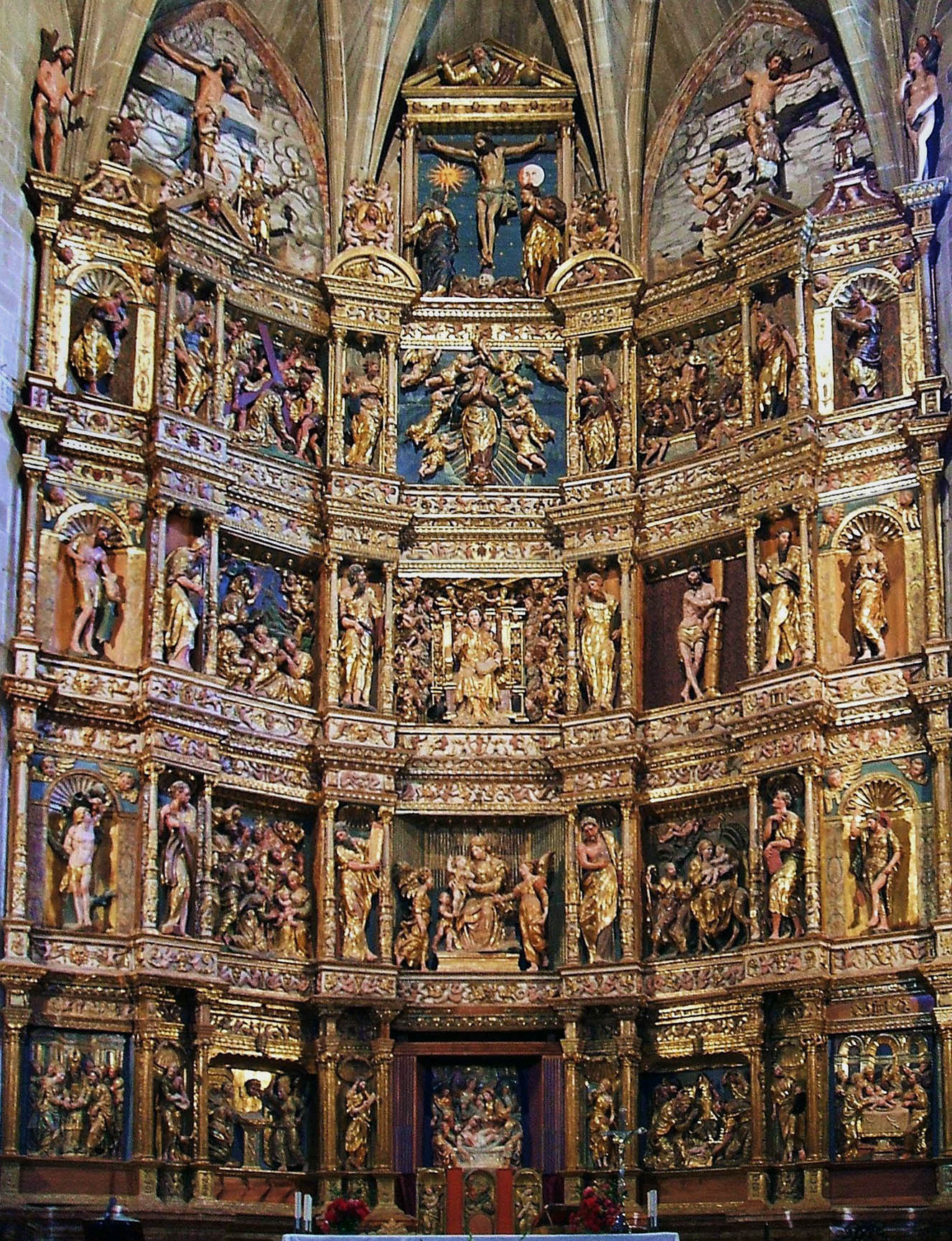
Juan de Beaugrant: Retábulo plateresco da Igrega de de Santa Maria Mayor
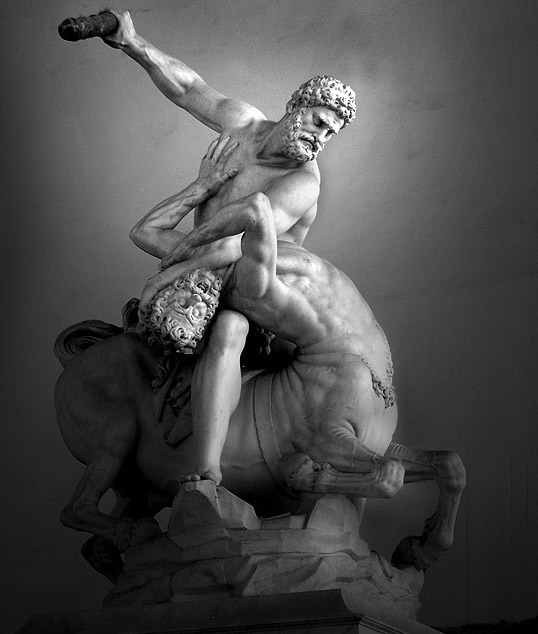
Giambologna: Hércules e Nesso, 1599

### Arquitetura
A arquitetura maneirista nasce da tradição estabelecida por arquitetos renascentistas como Alberti, Filippo Brunelleschi e Bramante no século XV e início do XVI, que retiraram sua inspiração mormente de tratadistas antigos como Vitrúvio e das ruínas romanas, que permaneciam visíveis desde a antiguidade e serviam de memento perene do grandioso passado clássico, cuja influência jamais se perdera de todo para os italianos. A perspectiva desenvolvida no século XV e a crescente importância do desenho como auxiliar do conhecimento foram elementos fundamentais para o desenvolvimento do estilo arquitetônico classicista, que atingiu um ponto alto em obras como a Capela Pazzi e o Tempietto de Bramante, que consagraram o sistema de proporções e a organização dos espaços típicas do Alto Renascimento.[carece de fontes?]

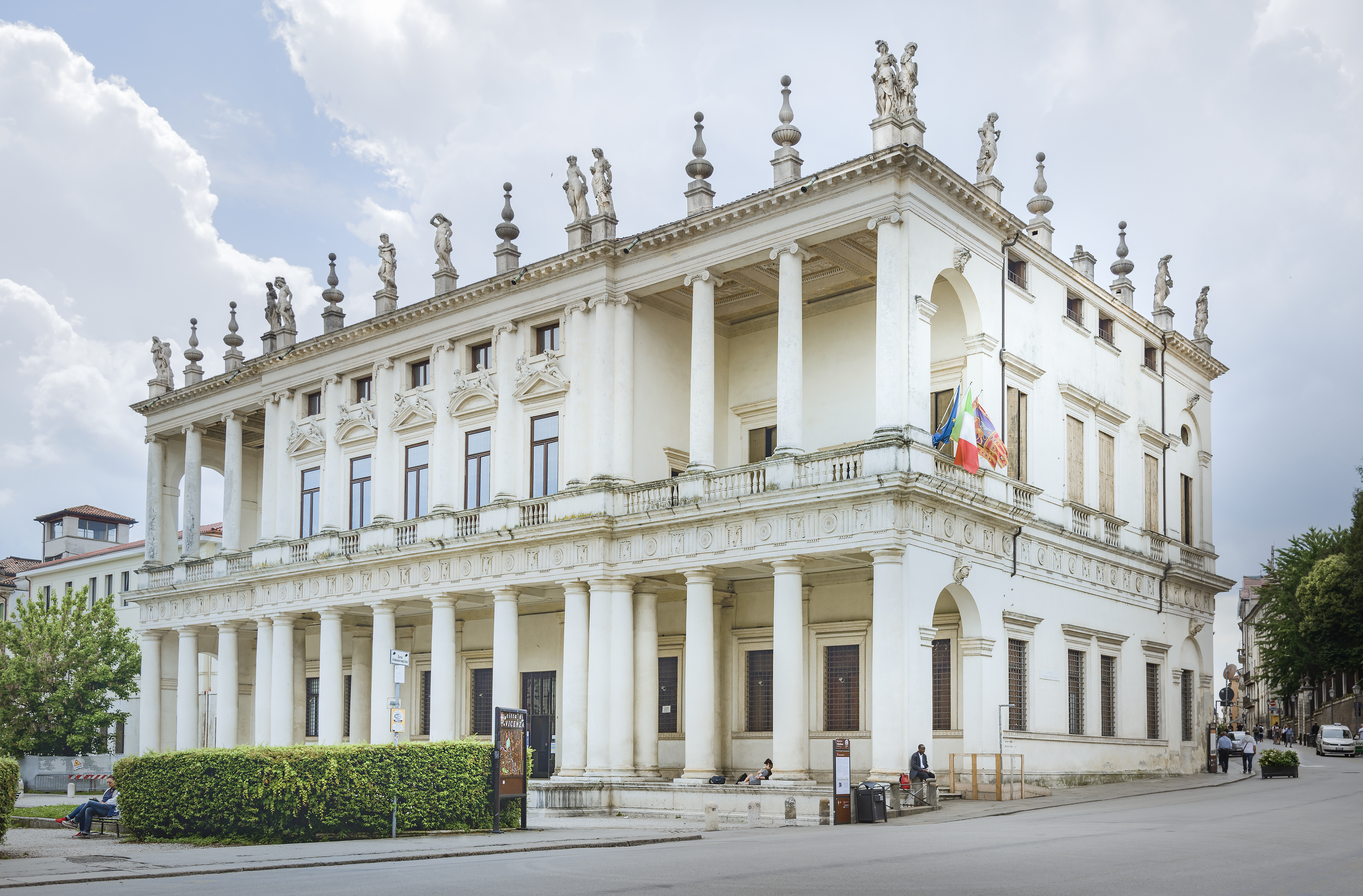
Palladio: Palazzo Chiericati, Vicenza

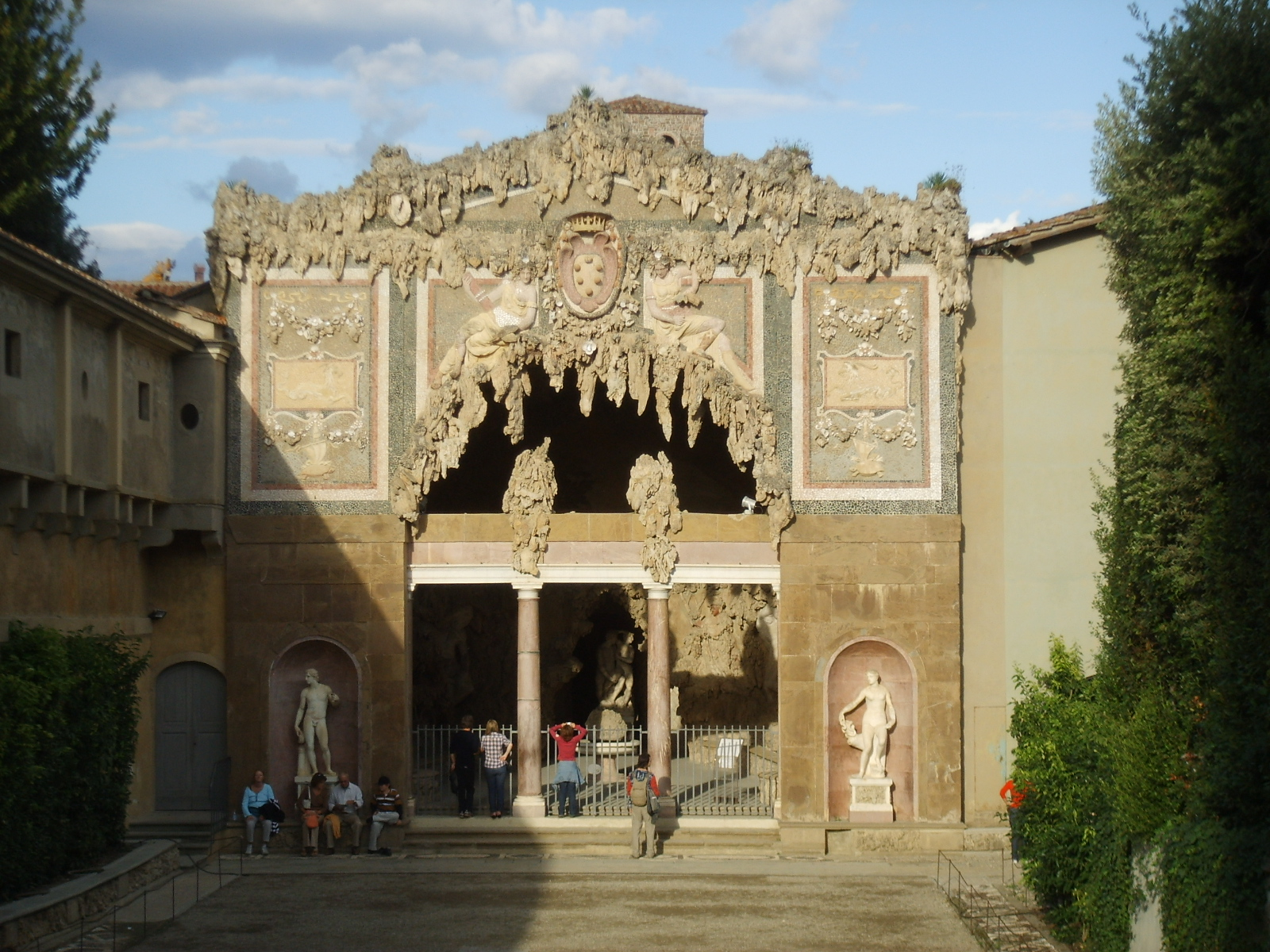
Bernardo Buontalenti: Gruta, Palácio Pitti

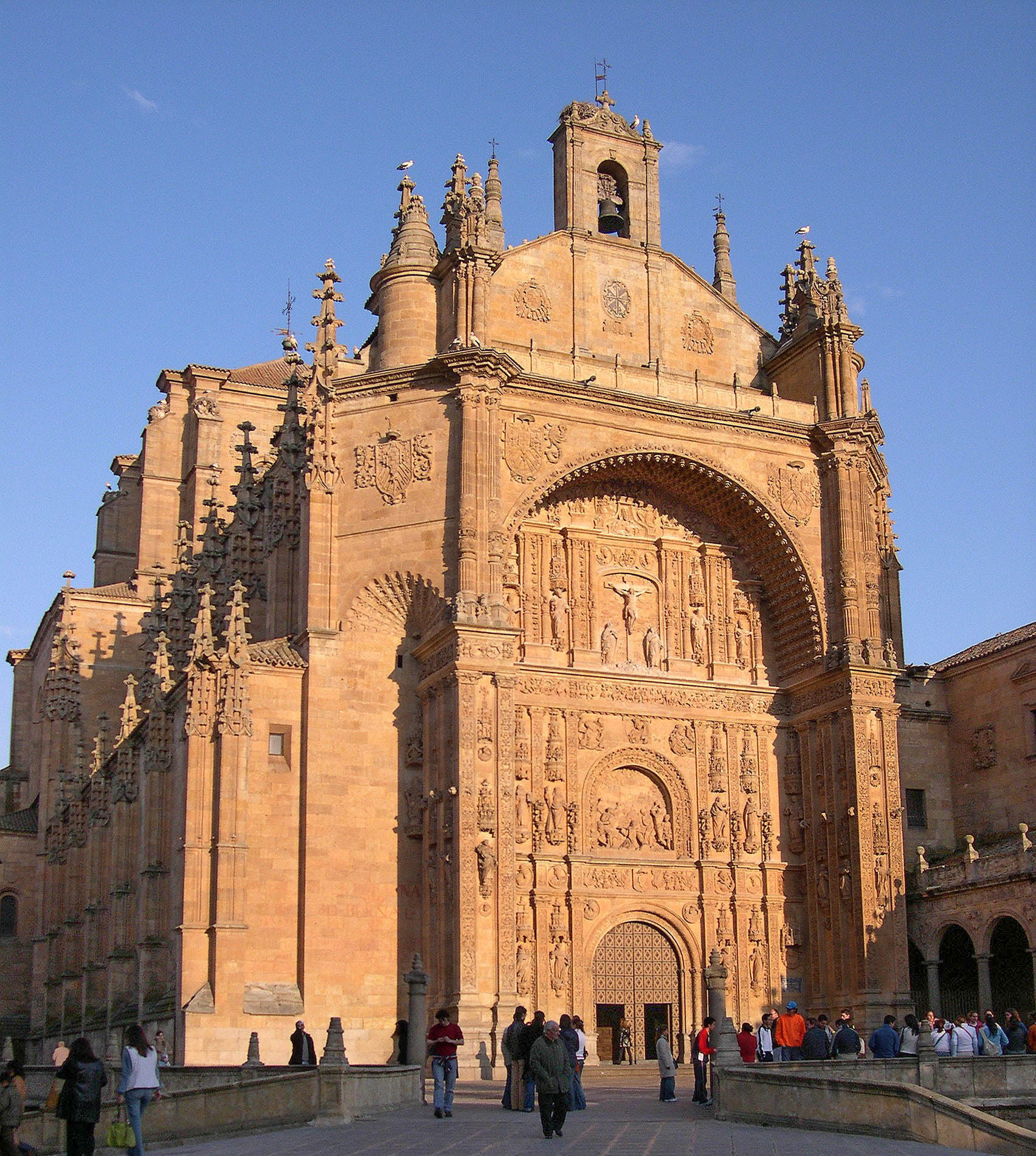
Juan de Álava: Igreja de Santo Estevão, Salamanca

Estando o classicismo estabelecido com grande homogeneidade no início do século XVI, sua revisão introduzida pelo Maneirismo afetou também o estilo construtivo. A tradição do tratadismo declina e surge uma nova geração de arquitetos fortemente individualistas que se permitiram grandes liberdades formais e realizaram a transição do Renascimento para o Barroco. Vasari dizia em sua Vite que os arquitetos anteriores haviam levado a arquitetura a um elevado patamar de qualidade, mas careciam de um elemento que os impediu de atingirem a perfeição - a liberdade. Descrevendo a arquitetura como um sistema de regras definidas, declarava que os edifícios novos deviam seguir o exemplo dos antigos mestres clássicos, mantendo o conjunto em boa ordem e evitando mistura de elementos díspares. Nessa linha de ideias, ele acrescentava que a liberdade criativa, apesar de cair fora de algumas regras, não era incompatível com a ordem e a correção, e tinha a vantagem de ser guiada pelo juízo do próprio criador. Gradualmente essa posição ganhou ressonância, levando a um abandono da ortodoxia antiga e abrindo espaço para a livre experimentação, tornando-se aceitável a coexistência de pontos de vista diferentes. O exemplo de Michelangelo, considerado por Vasari o único dos mestres da geração anterior a conquistar essa desejada liberdade, e cujo engajamento pessoal e individualista em todas as suas atividades era incomum numa época em que o trabalho coletivo era a regra, conduziu os novos arquitetos a produzirem obras cada vez mais únicas e personalistas. Com isso a metodologia tradicional do alto classicismo entra em crise. O diálogo entre as várias especialidades artísticas sofre uma ruptura e os arquitetos buscam agora solucionar os problemas da construção dentro da esfera da própria arquitetura, sem a tutela dos literatos e intelectuais, e com um novo senso de profissionalismo. Isso não impediu, contudo, que elementos clássicos continuassem a ser empregados, mas numa abordagem eclética e experimental, e se adequando às demandas da nova sociedade.
Dentre os arquitetos que se destacaram na Itália estão Andrea Palladio, Giulio Romano, Antonio da Sangallo, Giacomo della Porta e Jacopo Vignola. De todos eles Palladio, o mais influente arquiteto do Maneirismo e o que mais tem sido estudado em toda história da arquitetura ocidental, foi talvez também o mais classicista dentre os maneiristas, como se percebe em sua obra-prima, a Villa Rotonda, mas não obstante introduziu variações significativas no cânone clássico, e sua grande série de villas aristocráticas exibem uma extraordinária variedade de esquemas de distribuição de elementos e organização do espaço. Ele e seus contemporâneos desconstróem o cânone jogando com ilusões de perspectiva, alteração nos ritmos estruturais, desvirtuação da funcionalidade de certos elementos e sensível flexibilização nas proporções da volumetria, e sua interpretação do classicismo foi comparada à evolução do idealismo platônico para o empirismo artistotélico.
Nos outros países da Europa a tradição clássica misturou-se a raízes locais, derivadas do gótico e do românico, dando origem em Portugal, por exemplo, ao manuelino, com seu monumento máximo no Mosteiro dos Jerónimos, onde o gótico ainda é a influência mais importante, e deixando marcas também nas suas colônias do Brasil e da Índia. Na Espanha cria o plateresco, um caso único de mescla entre influências clássicas, góticas e mouriscas, com exemplos significativos na Universidade de Salamanca, na Igreja de Santo Estêvão também em Salamanca, na Universidade de Alcalá de Henares e em vários edifícios nas colônias americanas do México e Peru. O final do século veria na Espanha uma retomada do classicismo, com abandono dos excessos decorativos e adoção de maior austeridade.[carece de fontes?]
Na França, o classicismo foi logo acolhido com entusiasmo desde fins do século XV, produzindo muitos monumentos arquitetônicos de grande valor como o Castelo de Chambord, o Castelo de Fontainebleau, e partes do Palácio do Louvre, que realizam uma síntese de fato maneirista, associando traços medievais aos da Renascença. Da mesma forma nos Países Baixos formou-se um estilo de construção palaciana bastante peculiar, compacta, muito decorada e com um frontispício elevado, onde a Prefeitura de Antuérpia é um exemplo típico. Em outros países são significativos o Palácio de Frederiksborg na Dinamarca; na Polônia a Prefeitura de Poznań e a de Zamość; partes do Castelo de Heidelberg na Alemanha; o Wollaton Hall, o Hardwick Hall, a Burghley House e a Longleat House na Inglaterra, apenas para citarmos um punhado. Por fim alguns nomes adicionais de arquitetos maneiristas: Bernardo Morando, Michele Sanmichele, Philibert Delorme, Cornelis Floris de Vriendt, Bernardo Buontalenti
, Giovanni Battista di Quadro e Robert Smythson.

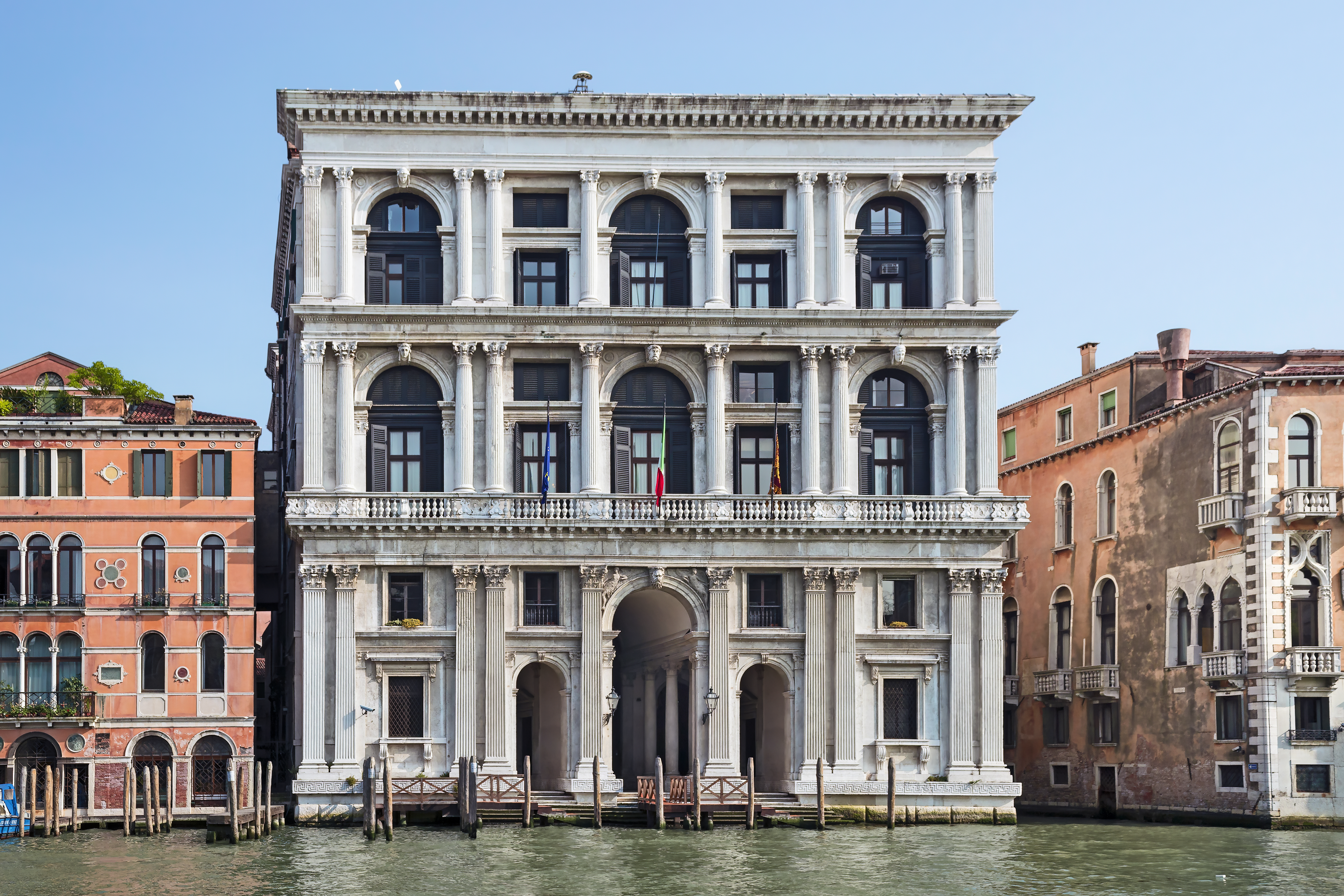
Michele Sanmichele: Palazzo Grimani
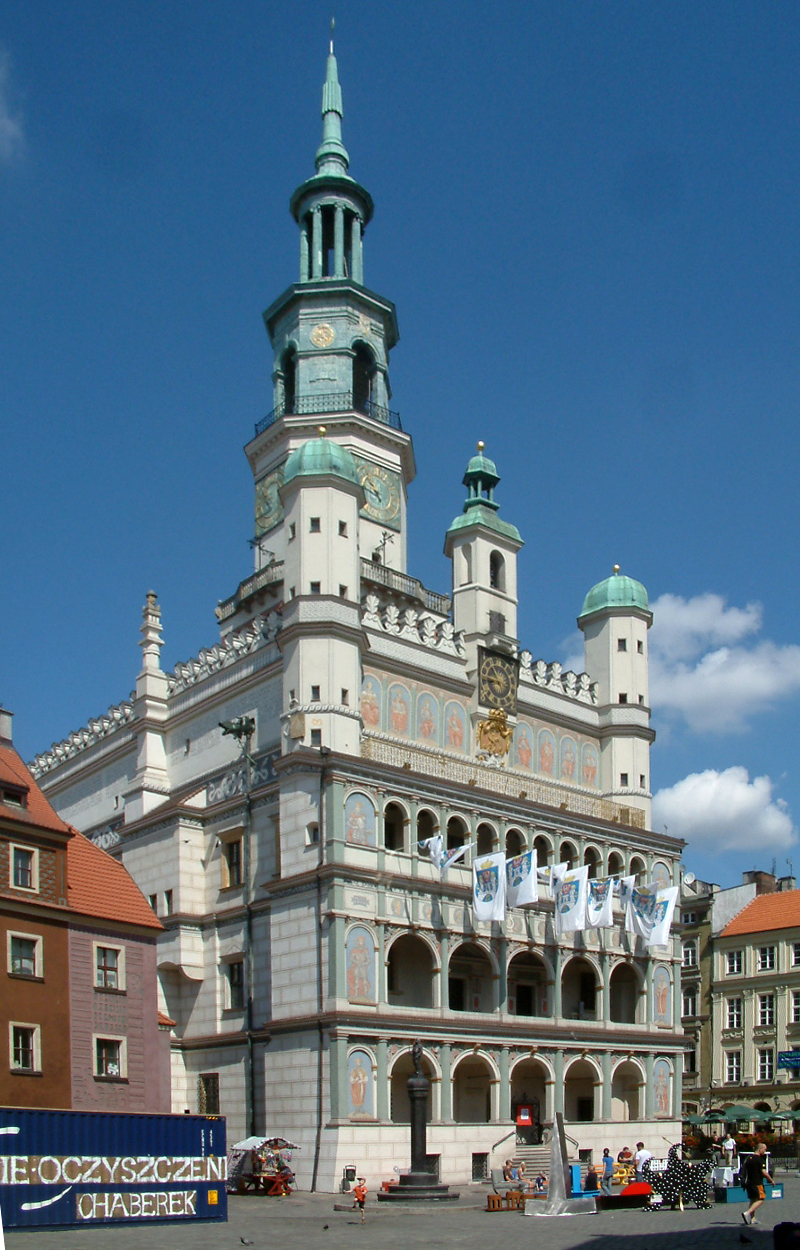
Giovanni Battista di Quadro: Prefeitura de Poznań
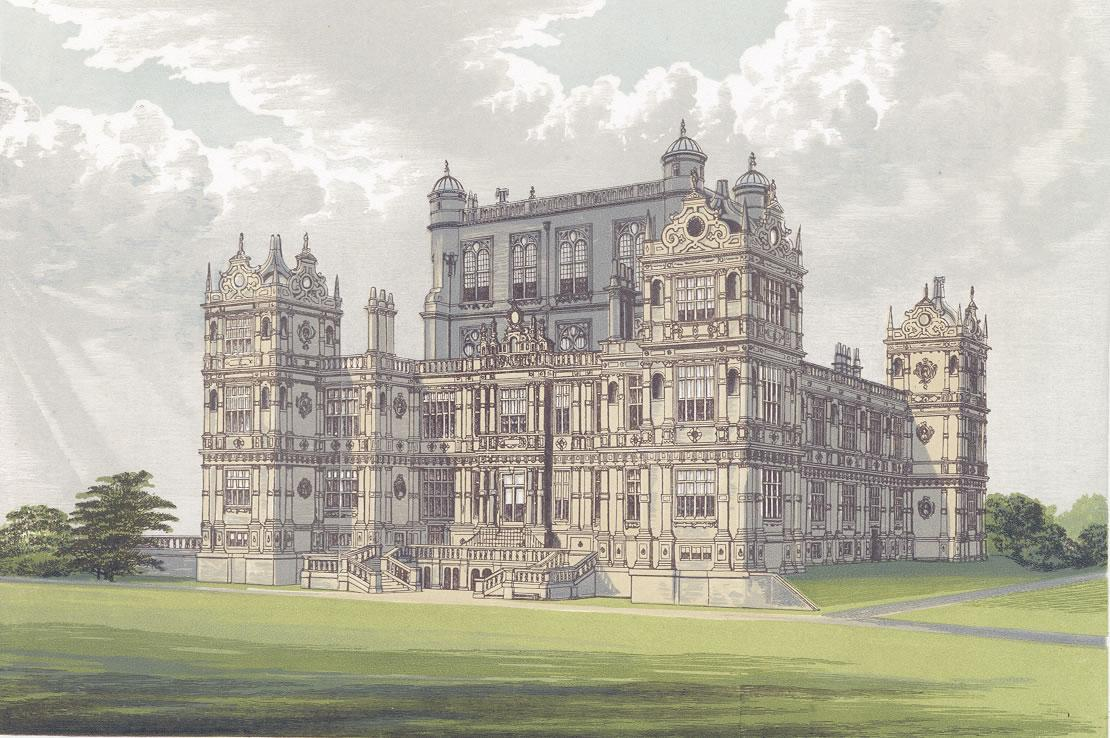
Robert Smythson; Wollaton Hall
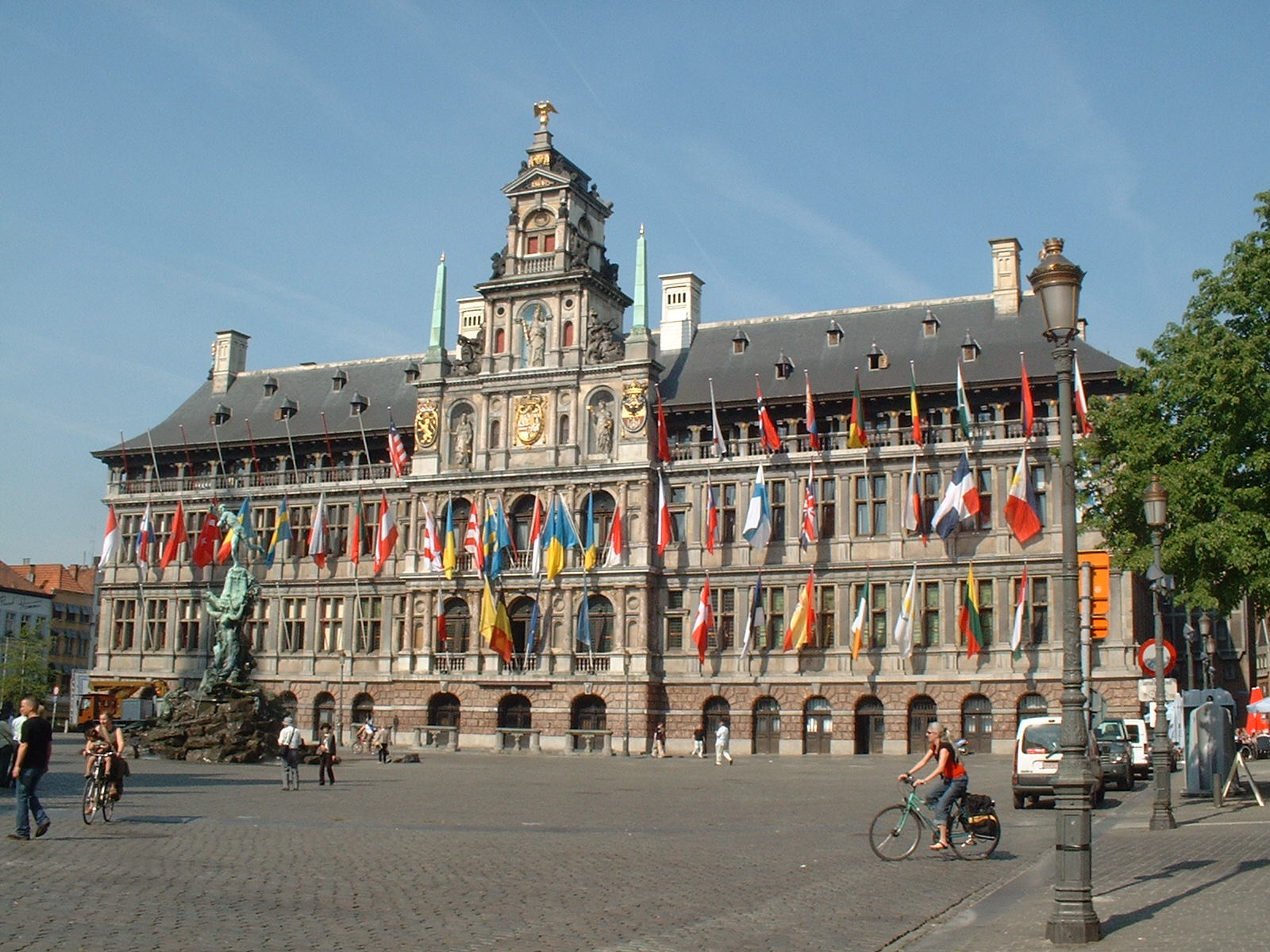
Cornelis Floris de Vriendt‎: Prefeitura de Antuérpia.

### Música
A música maneirista em linhas gerais mostra, conforme a descrição de Claude Palisca, uma tensão "entre o desejo de preservar um elevado nível de habilidade contrapontística e o impulso de acompanhar as imagens, ideias e sentimentos"  descritos no texto. Contudo, o impacto do Maneirismo sobre as artes musicais é possivelmente menos profundo do que em outros campos. A própria identificação do Maneirismo no terreno musical tem sido matéria de controvérsia, e as tradicionais transferências de conceitos das artes visuais e literatura para a música têm sido vistas muitas vezes como inadequadas. Por outro lado, Maria Maniates defende a ideia de que o Maneirismo pode ser definido na música do fim do século XVI a partir de seus elementos especificamente musicais, quais sejam: o experimentalismo no campo da harmonia, a exploração de intervalos incomuns na linha melódica, ensaios de música microtonal, tentativas de estabelecimento de um sistema de temperamento igual e a atribuição de novos significados para os elementos da retórica musical que se praticava. Mas não é preciso buscar uma confirmação moderna para detectar o aparecimento um estilo novo na música desse período, pois os próprios músicos da época estavam envolvidos em uma acesa polêmica sobre os novos rumos que sua arte tomava. Em seu Compendium Musices (1552), Adrianus Coclico descrevia a geração de Guillaume Dufay como musici mathematici (músicos matemáticos), a de Josquin des Prez de musici prestantissimi (músicos admiráveis), mas chamava os seus contemporâneos de musici poetici (músicos poéticos), ou seja, era evidente uma nova sensibilidade no ar.

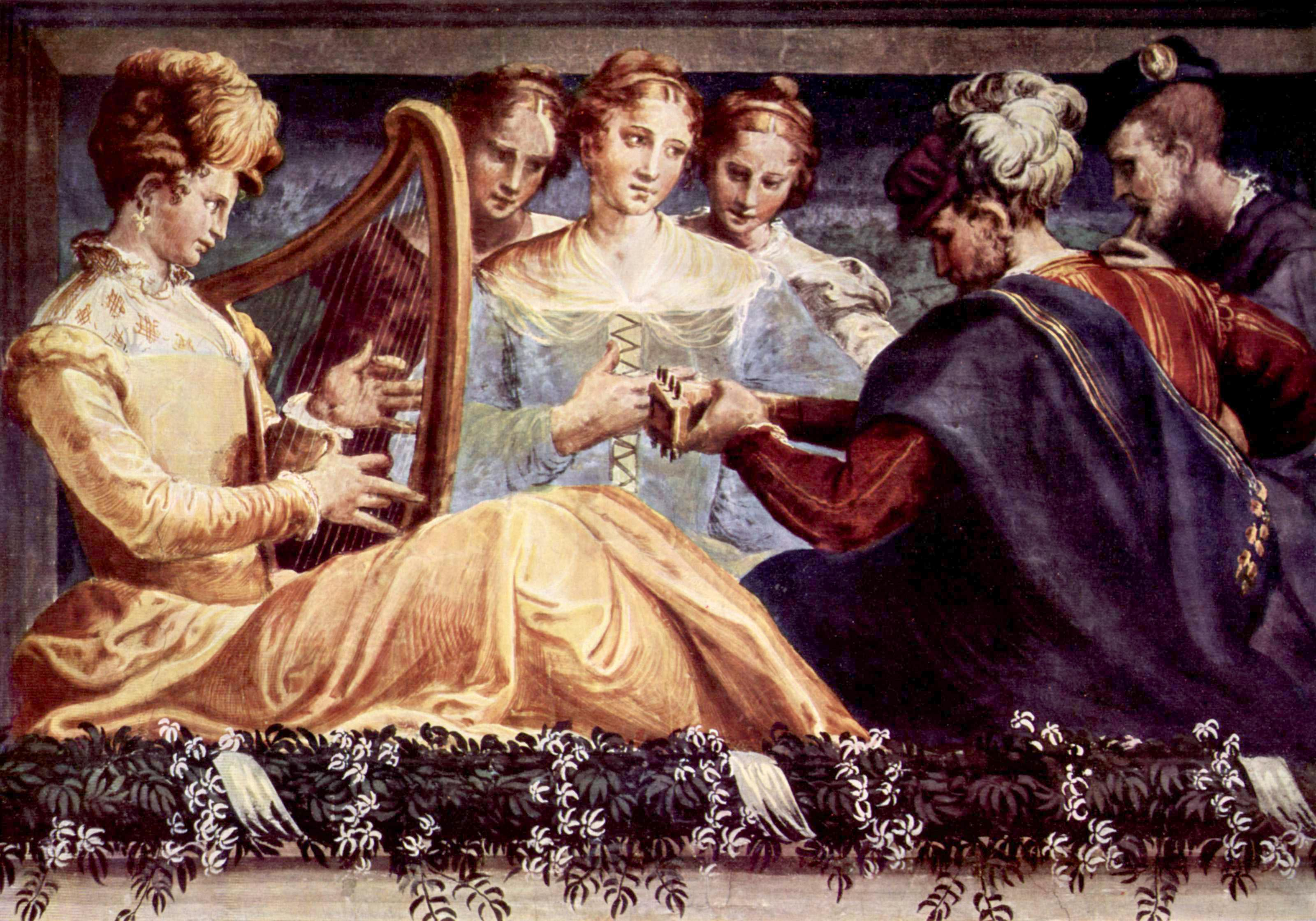
Niccolò dell'Abbate: O concerto, c. 1550

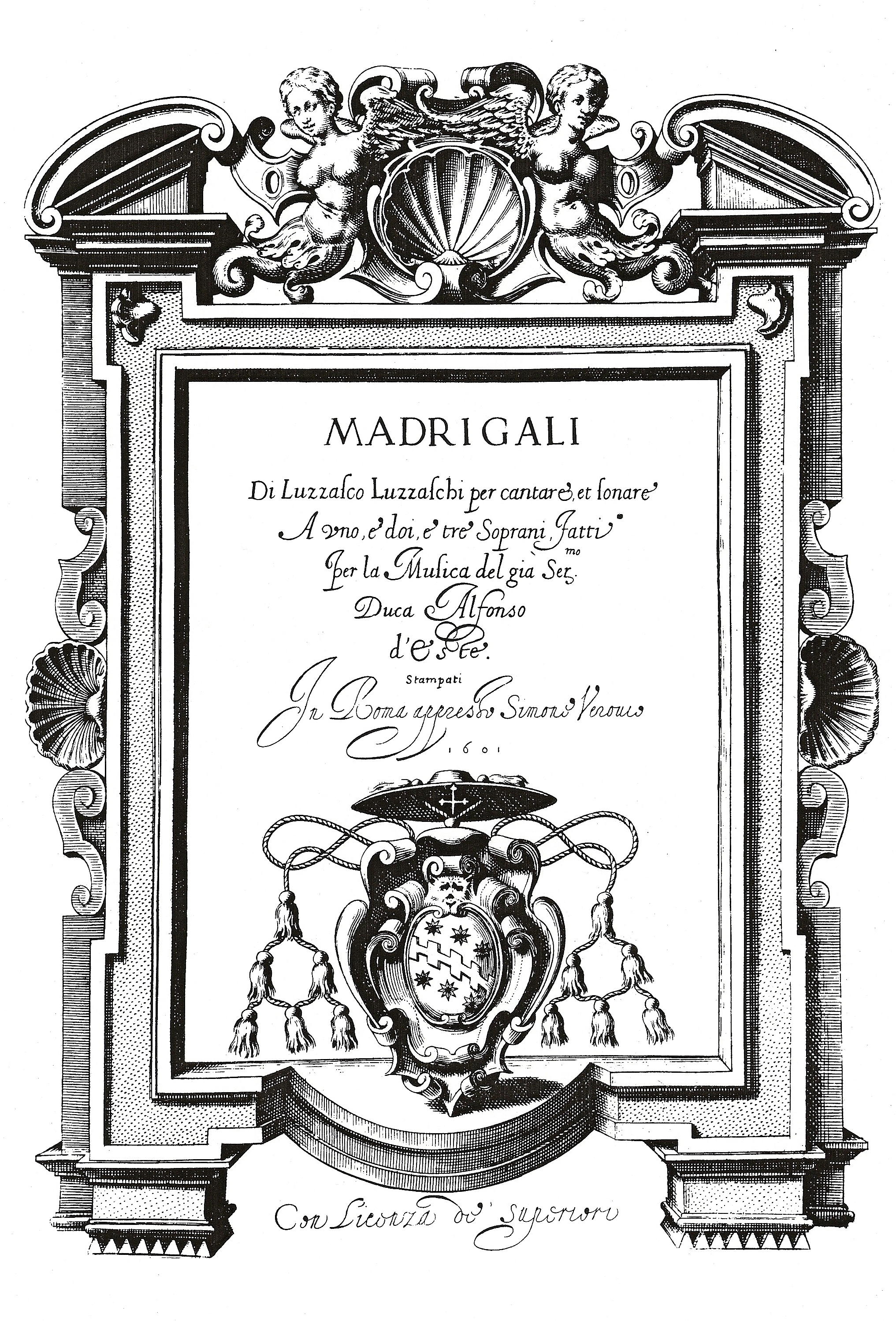
Capa do livro de madrigais de Luzzasco Luzzaschi, 1601

Na Itália essa nova música ao que parece iniciou com Willaert e seus discípulos, cuja elegante maniera significava a criação de peças com uma harmonia autônoma e uma dramatização do texto cantado no sentido de ilustrar musicalmente as suas nuanças de significado. Foi no terreno da música profana cortesã onde houve maior receptividade às sutilezas subjetivas do Maneirismo. Teóricos da época estavam cientes de que a compreensão da "mirabil dolcezza" dos estilos enarmônicos e cromáticos era privilégio de poucos. Esses traços são encontrados especialmente entre os compositores de madrigais, um gênero poético e musical polifônico que ressuscitara transformado depois de quase um século de esquecimento e conheceu larga difusão, mostrando grande expressividade e chegando a altos níveis de complexidade e refinamento. Essa nova associação tão íntima entre texto e música tinha raízes no Humanismo renascentista, e fora desenvolvida num entendimento de que a poesia e a música tinham naturezas semelhantes, mas se distinguiam em hierarquia. Para o madrigalista Luzzasco Luzzaschi, a poesia era irmã gêmea da música, mas esta devia ser-lhe subordinada, pois[carece de fontes?]
"uma vez que a poesia foi a primeira a nascer, a música a venera e honra como se fosse sua senhora, numa extensão tal que a música, tendo-se tornado virtualmente uma sombra da poesia, não ousa mover seu pé se sua senhora não a tiver precedido. Então, se o poeta eleva sua voz, a música sobe seu tom; ele chora se o verso chora, ri se ele ri, se corre, se pára, implora, nega, grita, emudece, vive, morre, todos esses afetos e efeitos são tão vividamente expressos pela música que o que se deveria chamar propriamente de semelhança parece quase competição".
Ele, mais Nicola Vicentino, Cipriano de Rore, Luca Marenzio e outros se tornaram célebres pelo seu experimentalismo harmônico no madrigal, embora não tenham chegado aos extremos de Carlo Gesualdo, o mais intensamente dramático dentre todos, cujos cromatismos avançados são um caso único em sua época e prefiguram em alguns momentos a música moderna. O madrigalismo cromático e expressivo desses mestres, porém, só gerou a polêmica que gerou em sua época, e só permanece atraente até hoje, porque funciona contra o pano de fundo de um sistema sonoro mais antigo, pois somente dentro de um contexto reconhecido os experimentos e desafios poderiam ser julgados e apreciados, mas eles levam esse sistema ao seu limite. Outro dado importante na formulação do Maneirismo musical foi uma mudança na teoria em favor do julgamento das consonâncias e dissonâncias através do ouvido e das necessidades expressivas, e não mais a partir de modelos matemáticos pré-estabelecidos, opinião que se inseriu na mesma polêmica a que se aludiu, entre os seguidores do antigo contraponto rigoroso e os que advogavam a liberdade para a dramatização de uma vasta gama de afetos, realização que lhes parecia impossível dentro dos cânones do sistema antigo.
Importantes como foram as conquistas dessa vanguarda profana, que seriam seminais para o futuro Barroco musical, em seu início representaram um fenômeno circunscrito às pequenas cortes italianas. A grande cena musical maneirista foi basicamente dominada por compositores sacros e hábeis na tradição, como Giovanni da Palestrina e Orlande de Lassus, cuja música se tornou um padrão para todo o continente. Apesar de também introduzirem inovações técnicas, seu estilo na maior parte das vezes em nada evidencia a agitação e instabilidade que tipificam o Maneirismo nas outras artes, ao contrário, revela uma harmonia, dignidade e uma expressividade controlada que têm paralelo muito mais nas obras plásticas da Alta Renascença. Mesmo assim Palestrina foi incluído entre os "modernos" por seus próprios contemporâneos por estabelecer um esquema baseado na simplificação dos antigos modos. No final do século o estilo descritivo dos madrigais encontraria um novo campo de expressão no desenvolvimento do proto-operismo monódico de Giulio Caccini, Jacopo Peri e outros, precursores de Monteverdi na ópera e na derradeira floração do madrigal.

### Literatura
Na literatura o Maneirismo se caracteriza, como nas artes visuais, principalmente pela perda da unidade clássica, que reflete a consciência dramática de que todo um ciclo cultural e civilizatório, que deixara uma impressão de grandeza e estabilidade, estava encerrando. Tornam-se comuns na produção dos autores da época sentimentos de dúvida, fracasso, ambiguidade, duplicidade e ironia, e o fantasioso surge como uma fuga dos tumultos da realidade concreta, elementos que denunciam um desejo intenso de ordem e paz, ou atestam que sua conquista é inexequível. A crise espiritual ocasionada pela ruptura da unidade religiosa na Europa do século XVI repercute na literatura também através da profusão de traduções da Bíblia do latim para os vernáculos, estabelecendo novos padrões para a escrita em prosa.

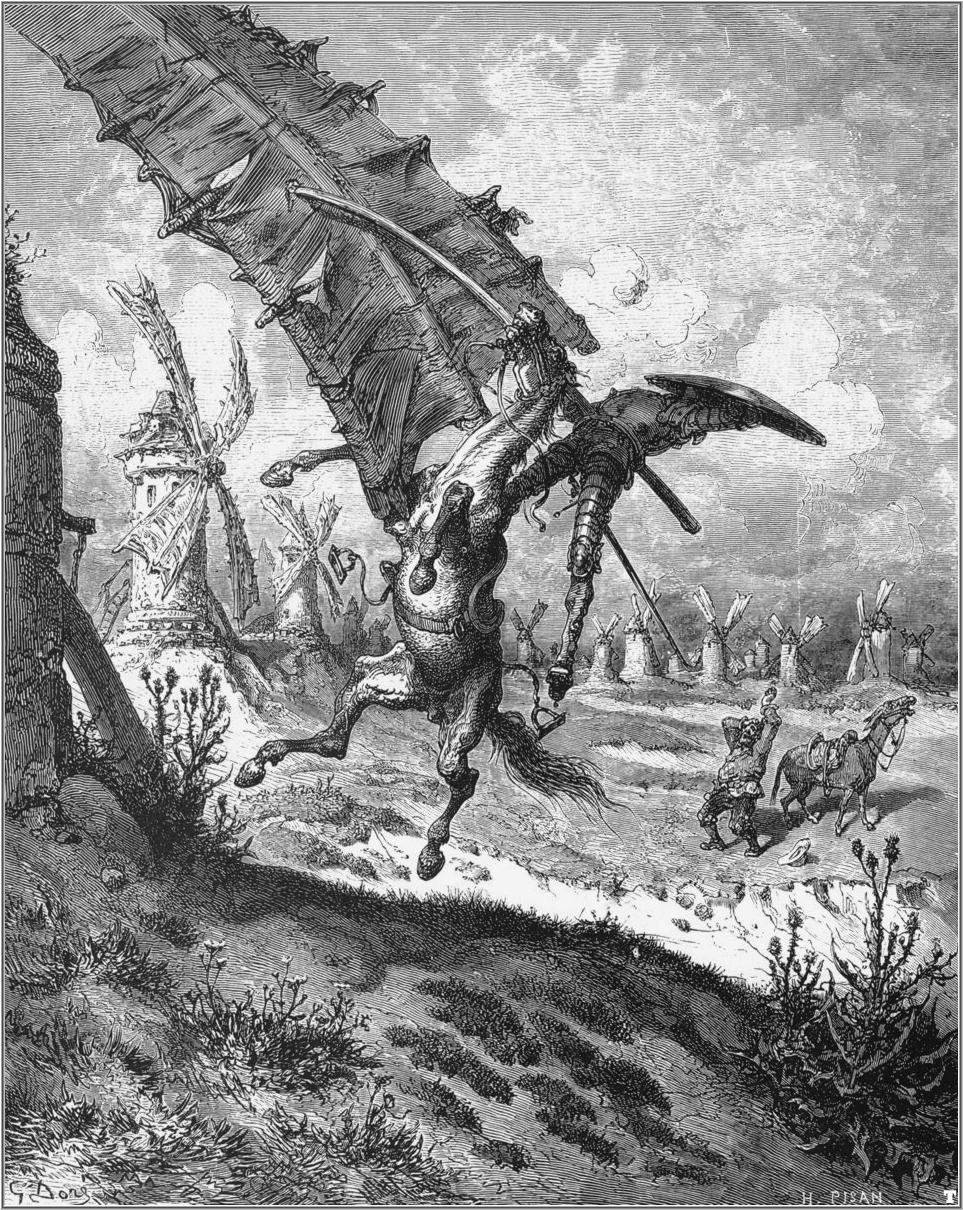
Ilustração de Gustave Doré para o Dom Quixote, na cena em que o Cavaleiro da Triste Figura embate contra moinhos de vento imaginando que são gigantes

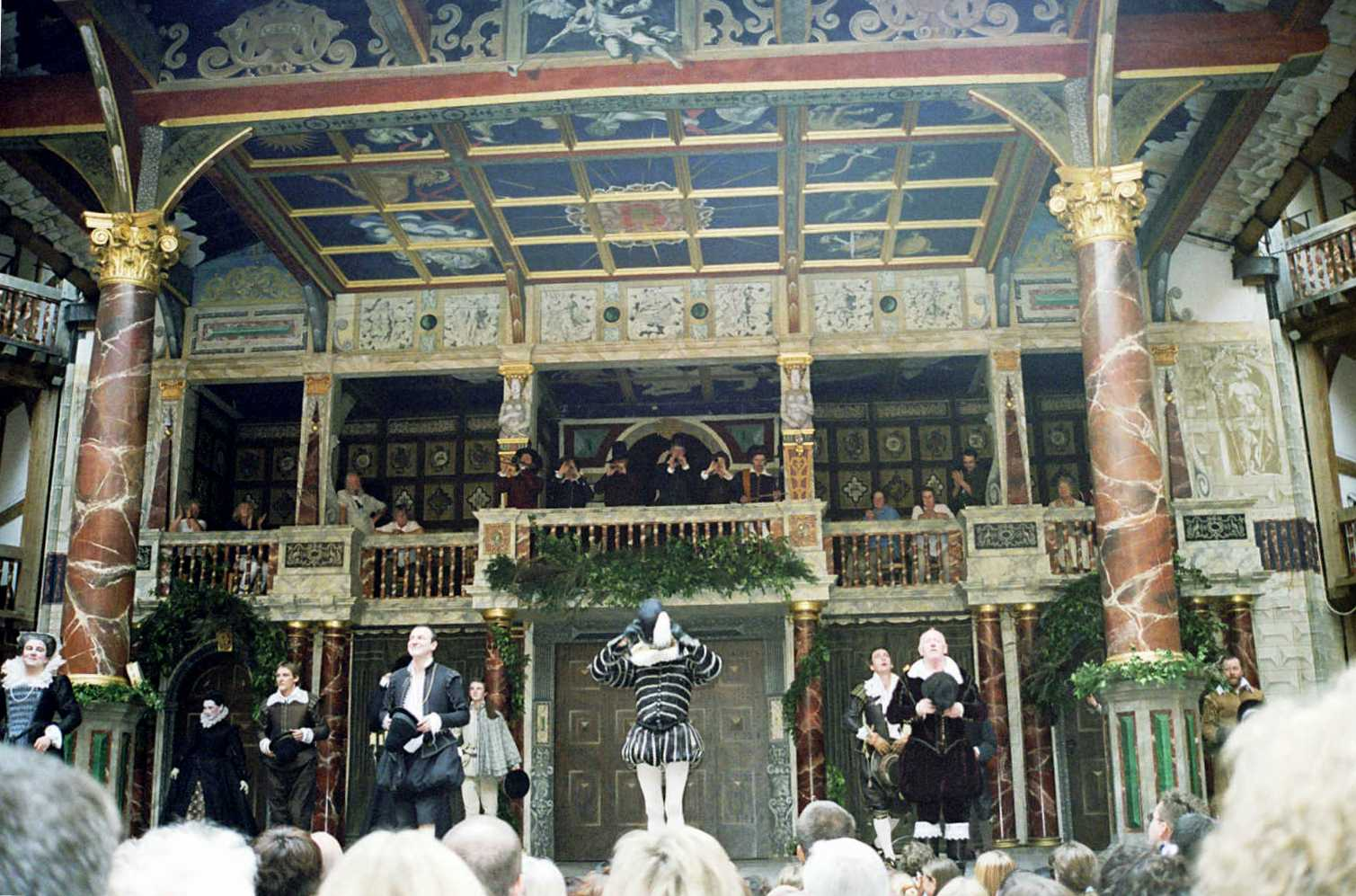
Reconstrução moderna do teatro The Globe, onde atuou Shakespeare, com a representação da peça A Comédia dos Erros

Alguns nomes ligados às letras que trabalharam em formas maneiristas foram John Donne, os poetas da Pléiade francesa, Giovanni della Casa e Giambattista Marino, mas comentar a obra de apenas três autores, na poesia, prosa e teatro, será suficiente para conhecermos as linhas gerais do estilo: Tasso, Cervantes e Shakespeare.[carece de fontes?]
Torquato Tasso, em sua Gerusalemme Liberata (1575) longo poema épico de grande difusão, mostra seu herói Godofredo de Bulhões enfrentando a nulidade de seus ideais diante do testemunho dos fatos, e sofre grande pesar vendo que seu desejo de construir uma comunidade de homens valorosos e leais se torna impossibilitado pela mesquinhez, ambição e hedonismo das pessoas, que são levadas mais pelas pulsões da paixão e do materialismo do que pelos princípios éticos. O paradoxo temático e moral que o poema traz à luz, além de refletir os sentimentos gerais da época, também espelhava as dúvidas que cercavam a própria noção de poesia - sua função, natureza e suas normas - foco de um veemente debate entre os teóricos da época, uns defendendo para ela uma natureza funcional e pedagógica, outros seu caráter eminentemente sensual, no sentido de existir para agradar aos sentidos somente. Mas a luta entre os moralistas e os hedonistas foi resolvida por outros que consideravam-na passível tanto de agradar quanto de instruir, dizendo que ela pode ensinar um bom modo de viver, acendendo os sentidos através da ilustração de situações variadas, e os educando por relatar com engenho e arte as consequências daquelas situações, conduzindo o espírito em direção a uma condição de paz e tranquilidade que também é fonte de prazer.
O protagonista de Cervantes em Dom Quixote (1605-15), passa a maior parte do tempo num mundo ilusório só seu, que, embora possua altos e belos ideais e uma ética cavaleiresca imaculada, não corresponde à verdade de sua época, e disso deriva o efeito ora burlesco, ora patético, ora onírico, ora sublime e poético, e ora trágico, do romance. Uma diferença essencial entre a literatura clássica e a maneirista é que aquela tinha personagens com caracteres claramente definidos, eram bons ou maus, eram ladrões ou heróis, e se resumiam basicamente a tipos relativamente impessoais, com feições imutáveis e cujo comportamento era até certo ponto previsível. Mas agora um único personagem podia incorporar os opostos em si, e todos os estados intermédios. Além da personalidade dos personagens ter sofrido uma complexificação inédita, a própria forma e estrutura da narrativa se modifica. O Quixote é cheio de cortes abruptos, desfechos imprevistos, distrações do foco principal, tem uma estrutura frouxa e informal, e faz extenso uso do linguajar cotidiano ao lado de alusões eruditas, num resultado cuja variedade e falta de uma uniformidade, que já são modernas, também concorrem para ele permanecer atual e vivo até os dias de hoje.
A outra grande figura da literatura maneirista, que nos auxilia a compreender o estilo, é o polimorfo e prolífico Shakespeare, cuja obra sofre uma transformação ao longo do tempo que ilustra bem a passagem da atmosfera renascentista humanista, idílica e classicista, para o maneirismo e sua melancolia, desencanto, complexidade e pathos, e já apontando para os contrastes do Barroco. Sua dramaturgia reflete sua experiência de que "a ideia pura não pode se realizar na terra, e que ou a pureza da ideia tem de ser sacrificada à realidade, ou se deve manter a realidade não afetada pela ideia", um conceito que em si não era novo, mas acrescentando uma dimensão trágica nova a esse casamento impossível, pelo fato de que a vitória moral do herói se dá muitas vezes em virtude de sua derrocada, numa visão sobre o destino que diverge da clássica. Em termos de forma suas peças se realizam, como em Cervantes na prosa, com quebras de continuidade, com um tratamento livre e desigual do espaço e do tempo, na recusa da economia, ordem e linearidade clássicas, na contínua e extravagante expansão e variação do seu material, na caracterização psicológica inconsistente, ambígua e imprevisível dos seus personagens, na justaposição de recursos altamente formalistas e convencionais com outros tirados do prosaico, do improvisado e do vulgar. É também um típico maneirista quando se vale de metáforas obscuras e sobrecarregadas, do mágico e do fantástico, de antíteses, assonâncias e trocadilhos, do intrincado e do enigmático, e quando põe em crua evidência os pontos fracos dos heróis, que podem ser muitos e profundos, e que por isso mesmo os tornam aos olhos modernos tão reais, vivos e verdadeiros.

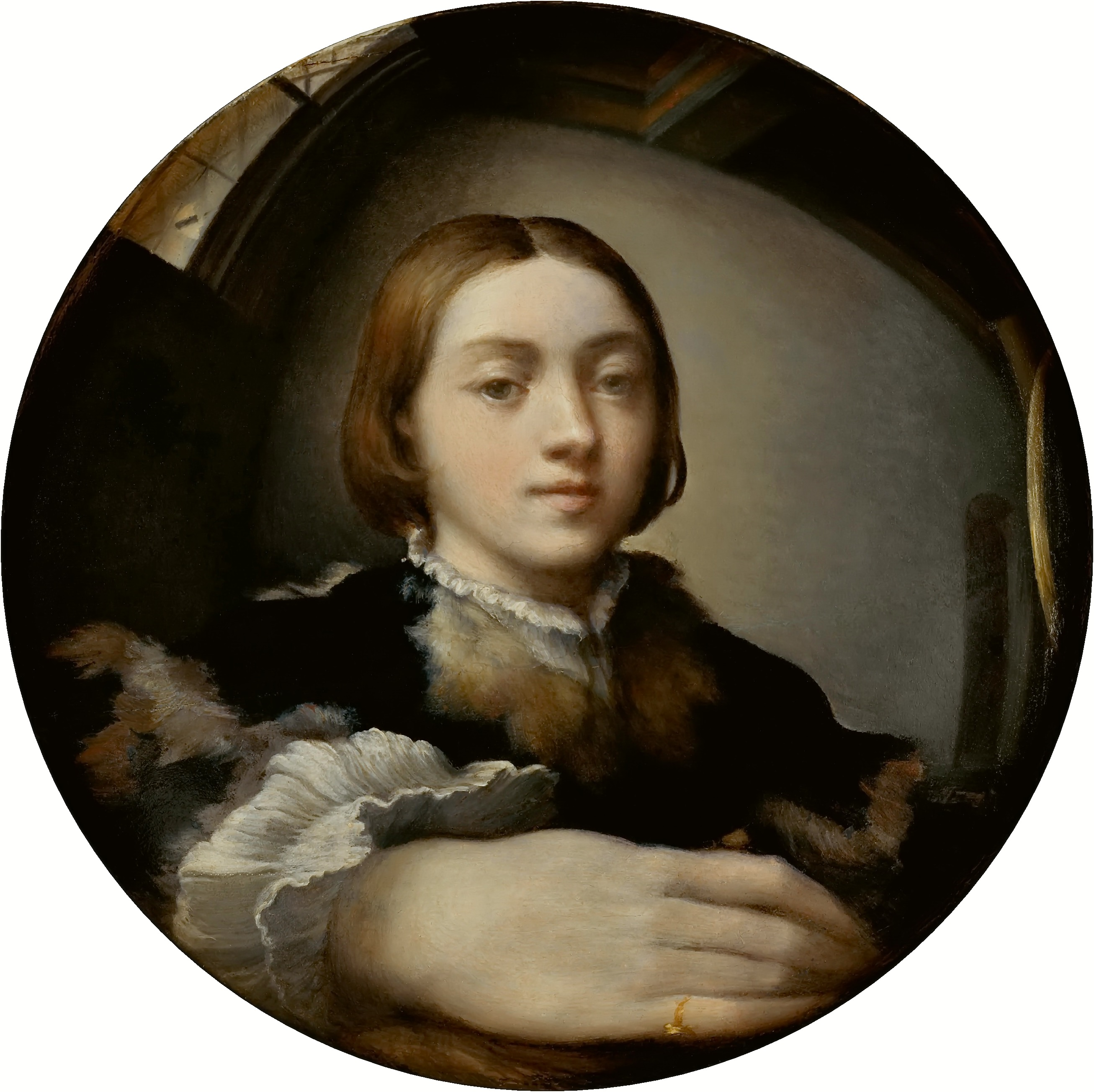
Parmigianino: Auto-retrato, c. 1523/1524. Kunsthistorisches Museum

## Legado
Depois de longo período em descrédito, considerado uma deplorável degeneração do classicismo, o Maneirismo nos aparece agora como um estilo possuidor de uma dignidade própria, que deixou um grande acervo de realizações do mais alto quilate. Também ele vem sendo visto como a primeira escola de arte moderna, principalmente por sua valorização das visões individuais num mundo que até então era regido por valores ditados pelas estruturas políticas e religiosas e pelas convenções genéricas da sociedade. Os maneiristas foram os primeiros criadores que procuraram se evadir do controle de normas apriorísticas impostas a partir de fora, mesmo que essa evasão fosse cerceada por muitos lados e só pudesse se expressar muitas vezes de formas veladas. Ao mesmo tempo, preservaram e revitalizaram um grande repertório de temas e formas clássicas que herdaram dos renascentistas, e os transmitiram à geração barroca. Incentivaram o espírito de pesquisa formal e teórica, e uma nova maneira de observar e descrever a Natureza, ao mesmo tempo mantendo vivo um traço de ceticismo sobre ela que mantinha livre um canal para a expressão da originalidade, da fantasia e da genuína criatividade, e questionava a primazia absoluta do racionalismo e do equilíbrio idealista e da própria noção de beleza.
O Maneirismo também foi importante porque, pela sua própria natureza ambivalente e contraditória, representou um momento de universalismo e de abertura para a diversidade depois das delimitações nacionalistas e da ortodoxia estética do Renascimento; foi assim a primeira linguagem pan-européia desde o Gótico. Sendo em essência cortesão, pelo menos em sua origem, foi o início de uma nova forma de desfrutar a arte apenas como prazer privado, e não necessariamente como afirmação pública de poder e de ideologia. De outra parte, rompeu definitivamente com a longuíssima tradição que atribuía ao artista o papel de intérprete e servo da sociedade em que vivia, e de um membro anônimo a mais numa confraria de simples operários especializados, mas agora, tendo experimentado todas as formas de sublimação, formulação e comunicação de valores coletivos, conhecia sua própria subjetividade interna e doravante jamais a perderia de vista. Não que a consciência da subjetividade fosse uma descoberta nova, mas se tornaria para o futuro um valor por si mesma numa personalidade artística individualizada e única. Esse processo retirou a base de segurança que as estruturas e instituições coletivas proporcionavam para o criador, mas lançou o artista na aventura da liberdade, com todos os riscos e glórias que ela possa acarretar.